# Задруга (2. сезона)
Задруга 2 је друга сезона српског ријалити-шоуа Задруга. Сезона се приказивала од 6. септембра 2018. до 6. јула 2019. године на каналу Pink. Трајала је 303 дана. Водитељи друге сезоне су Душица Јаковљевић, Огњен Амиџић, Милан Милошевић, Дарко Танасијевић и Огњен Несторовић. Учесници који се такмиче називају се задругари.
Победница друге сезоне је Луна Ђогани, певачица која је освојила 30% СМС гласова и главну награду од 50.000 евра. Другопласирани је Марко Миљковић, ди-џеј и ријалити учесник који је освојио 15,24% СМС гласова и аутомобил марке Шкода.
Друга сезона, као и претходна, добије негативне критике критичара и гледалаца. Док такође бележи и огромну гледаност.

## Формат
У Шимановцима, на преко два хектара земље, изграђен је читав комплекс са више зграда. У склопу комплекса налази се и вештачко језеро. У склопу комплекса налази се „бела кућа”, где константно бораве учесници, познатији као задругари, који се девет или десет месеци боре за награду од 50.000 евра.
Задругари могу да се исповедају „дрвету мудрости” у „Рајском врту”, којем им често нуди пакт, у коме обично учесници покажу своје најгоре особине, спремност да издају пријатеља, покажу љубомору, похлепу и гордост.
Задругари у склопу ријалитија имају сопствену продавницу у коју иду сваког понедељка или четвртка, казино, ноћни клуб, козметички салон, паб, базен, суд, собу за рехабилитацију, собу за изолацију, радионицу и фарму. Од друге сезоне, комплекс се проширио, те је у град укључен и шиша бар, кафић „Дубиоза”, ресторан брзе хране, паркинг, залагаоница, наутичка продавница, тајна мрачна соба, „Миленијина” палата у оквиру које се налази „Древна пророчица”, велики морски залив који има и сопствено острво. Суд се користи само уторком, за време журке, уколико такмичари направе преступ. Све остале зграде су стално отворене, али такмичари морају да плате од свог недељног буџета (буџет може бити 20, 30 или 40 евра за недељу дана, буџет дели вођа, по личном нахођењу), како би их користили. Залагаоница се користи четвртком где такмичари доносе све што су креативно правили у претходних седам дана, како би добили новац за то.

## Задругари
| Име                         | Занимање                               | Резултат         |
| --------------------------- | -------------------------------------- | ---------------- |
| Луна Ђогани                 | Певачица                               | Победница        |
| Марко Миљковић              | и ријалити учесник                     | Другопласиран    |
| Станија Добројевић          | Модел и медијска личност               | Треће место      |
| Александра Суботић          | Модел и ријалити учесница              | Четврто место    |
| Марија „Маја” Маринковић    | Модел                                  | Пето место       |
| Надежда Биљић               | Певачица                               | Шесто место      |
| Мирослав Пржуљ „Лепи Мића”  | Певач и ријалити учесник               | Седмо место      |
| Алекса Савић                | Певач                                  | Осмо место       |
| Сузана Перовић              | Певачица и телевизијска водитељка      | Девето место     |
| Ана Кораћ                   | Модел и ријалити учесница              | Десето место     |
| Бранислав Радонић „Брендон” | Ријалити учесник                       | Једанаесто место |
| Давид Драгојевић            | Бивши фудбалер и ријалити учесник      | Дванаесто место  |
| Марко Марковић              | Манекен                                | Избачен          |
| Јована Томић „Матора”       | Угоститељ и ријалити учесница          | Избачена         |
| Зорица Марковић             | Певачица и ријалити учесница           | Избачена         |
| Бане Чолак                  | Ријалити учесник                       | Избачен          |
| Мина Врбашки                | Модел и блогерка                       | Избачена         |
| Бора Сантана                | Музичар и ријалити учесник             | Избачен          |
| Саво Перовић                | Певач                                  | Избачен          |
| Сања Станковић              | Модел, певачица и модна креаторка      | Избачена         |
| Томислав „Тома” Панић       | Модел и ријалити учесник               | Избачен          |
| Маријана Зоњић              | Певачица и ријалити учесница           | Избачена         |
| Елеонора Миљковић           | Модел                                  | Избачена         |
| Лазар Јеремић               | Фудбалер                               | Избачен          |
| Љуба Пантовић               | Фитнес инструкторка                    | Избачена         |
| Доротеа Јовановић           | Дизајнерка                             | Избачена         |
| Злата Ђурковић              | Певачица                               | Избачена         |
| Марко Петрушевић „Петрући”  | Певач                                  | Избачен          |
| Мирослав „Мики” Ђуричић     | Пчелар и ријалити учесник              | Дисквалификован  |
| Лазар Чолић „Зола”          |                                        | Избачен          |
| Павле Јовановић             | Предузетник                            | Избачен          |
| Марија Кулић                | Ријалити учесница                      | Изашла           |
| Миљана Кулић                | Ријалити учесница                      | Дисквалификована |
| Ребека Поповић              | Новинарка                              | Избачена         |
| Драгана Митар               | Певачица                               | Избачена         |
| Sha                         | Репер                                  | Избачен          |
| Карађорђе Суботић           | Криминалац                             | Изашао           |
| Снежана Илић                | Судија                                 | Избачена         |
| Милан Петковић              | Певач                                  | Избачен          |
| Елвира Ивазовић             | Предузетница                           | Избачена         |
| Марко Столић                | Певач                                  | Избачен          |
| Рада Васић                  | Ријалити учесница                      | Избачена         |
| Јелена Крунић               | Ријалити учесница                      | Дисквалификована |
| Владимир Тодоровић          | Професионални плесач                   | Избачен          |
| Зерина Хећо                 | Певачица, списатељица и модел          | Избачена         |
| Вишња Петровић              | Глумица                                | Избачена         |
| Адам Ђогани                 | Глумац                                 | Избачена         |
| Оља Бајрами                 | Певачица                               | Избачена         |
| „Наташа Москва”             | Медијска личност                       | Избачена         |
| Петар Тојагић               | Певач                                  | Избачен          |
| Александар Лазић „Сале Тру” | Репер                                  | Избачен          |
| Момчило Милојевић           | Фитнес инструктор                      | Избачен          |
| Биљана Мицић                | Певачица                               | Избачена         |
| Ервин Мујаковић             | Фитнес инструктор                      | Избачен          |
| Мика Васић                  | Ријалити учесник                       | Избачен          |
| Јелена Голубовић            | Редитељка, глумица и ријалити учесница | Изашла           |
| Гиба Васић                  | Ријалити учесник                       | Избачен          |
| Сузана Перовић „Блонди”     | Ријалити учесница                      | Избачена         |
| Слободан Батјаревић „Цобе”  | Певач                                  | Избачен          |
| Рамона Бегановић            | Модел                                  | Избачена         |
| Немања Тошић                | Фудбалер                               | Дисквалификован  |
| Катарина „Кети” Ристић      | Новинарка                              | Избачена         |
| Јовица Путниковић           | Фитнес инструктор                      | Избачен          |
| Миљана Арсић                | Модел                                  | Избачена         |
| „ Дамиро”                   | Музичар                                | Изашао           |
| Марија Јовановић            | Глумица                                | Избачена         |
| Никола Бокун                | Певач и учитељ                         | Избачен          |
| Дарија Стевић               | Фармацеуткиња                          | Избачен          |
| Невена Арсић                | Модел                                  | Избачена         |
| Владимир Томовић            | Рагбиста и ријалити учесник            | Дисквалификован  |
| Бојан Гаћеша                | Спасилац                               | Дисквалификован  |
| Раде Васић                  | Ријалити учесник                       | Избачен          |
| Мирко Гаврић                | Музичар                                | Изашао           |
| Ђуро Франета                | Комичар                                | Избачен          |
| Деан Стејин                 | Бајкер                                 | Избачен          |
| Мирела Баруџић              | Боксерка                               | Избачена         |
| Никола Богдановић „Коле”    | Фитнес инструктор                      | Избачен          |
| Стефан Ашанин               | Фризер                                 | Избачен          |
| Марко Цветићанин            | Активиста покрета „Левијатан”          | Дисквалификован  |

## Историја гласања
| - вођа - омиљена особа - потрчко | - избачени - дисквалификовани - својевољно напустили |

| Луна                           | такм                       | такм                       | такм                       | такм                       | такм                        | такм                         | такм                         | такм                         | такм                         | потрчко                      | омиљена особа                | омиљена особа                | такм                         | такм                         | такм                         | такм                         | такм                          | такм                         | такм                                 | такм                                 | такм                                 | такм                                 | такм                                 | такм                                 | вођа                                 | такм                                 | такм                                 | такм                                 | такм                                 | такм                          | такм                          | такм                          | такм                          | такм                          | такм                          | такм                          | такм                          | такм                          | такм                          | вођа                          | такм                          | такм                          | такм                          | Победница (303. дан)          | Победница (303. дан)          | Победница (303. дан)          |                               |                               |                               |                             |                             |                             |                            |                            |
| Марко Ми.                      | није био (до 26. дана)     | није био (до 26. дана)     | није био (до 26. дана)     | није био (до 26. дана)     | такм                        | такм                         | такм                         | такм                         | такм                         | такм                         | такм                         | потрчко                      | такм                         | такм                         | такм                         | такм                         | такм                          | такм                         | такм                                 | такм                                 | такм                                 | такм                                 | такм                                 | такм                                 | омиљена особа                        | такм                                 | такм                                 | такм                                 | такм                                 | такм                          | такм                          | потрчко                       | такм                          | такм                          | такм                          | такм                          | такм                          | такм                          | такм                          | омиљена особа                 | такм                          | потрчко                       | такм                          | Другопласирани (303. дан)     | Другопласирани (303. дан)     | Другопласирани (303. дан)     |                               |                               |                               |                             |                             |                             |                            |                            |
| Станија                        | такм                       | такм                       | такм                       | омиљена особа              | такм                        | напустила20 (34. — 151. дан) | напустила20 (34. — 151. дан) | напустила20 (34. — 151. дан) | напустила20 (34. — 151. дан) | напустила20 (34. — 151. дан) | напустила20 (34. — 151. дан) | напустила20 (34. — 151. дан) | напустила20 (34. — 151. дан) | напустила20 (34. — 151. дан) | напустила20 (34. — 151. дан) | напустила20 (34. — 151. дан) | напустила20 (34. — 151. дан)  | напустила20 (34. — 151. дан) | напустила20 (34. — 151. дан)         | напустила20 (34. — 151. дан)         | напустила20 (34. — 151. дан)         | напустила20 (34. — 151. дан)         | омиљена особа                        | такм                                 | такм                                 | такм                                 | такм                                 | такм                                 | такм                                 | потрчко                       | такм                          | потрчко                       | такм                          | такм                          | такм                          | такм                          | такм                          | такм                          | такм                          | такм                          | такм                          | потрчко                       | такм                          | Треће место (303. дан)        | Треће место (303. дан)        | Треће место (303. дан)        |                               |                               |                               |                             |                             |                             |                            |                            |
| Александра                     | такм                       | такм                       | такм                       | такм                       | такм                        | такм                         | такм                         | такм                         | такм                         | такм                         | потрчко                      | такм                         | такм                         | такм                         | потрчко                      | такм                         | такм                          | такм                         | дисквалификована32 (124. - 206. дан) | дисквалификована32 (124. - 206. дан) | дисквалификована32 (124. - 206. дан) | дисквалификована32 (124. - 206. дан) | дисквалификована32 (124. - 206. дан) | дисквалификована32 (124. - 206. дан) | дисквалификована32 (124. - 206. дан) | дисквалификована32 (124. - 206. дан) | дисквалификована32 (124. - 206. дан) | дисквалификована32 (124. - 206. дан) | дисквалификована32 (124. - 206. дан) | такм                          | потрчко                       | такм                          | такм                          | такм                          | такм                          | такм                          | такм                          | омиљена особа                 | потрчко                       | такм                          | потрчко                       | такм                          | такм                          | Четврто место (303. дан)      | Четврто место (303. дан)      | Четврто место (303. дан)      |                               |                               |                               |                             |                             |                             |                            |                            |
| Маја                           | такм                       | такм                       | такм                       | такм                       | такм                        | такм                         | такм                         | такм                         | такм                         | такм                         | такм                         | такм                         | такм                         | такм                         | такм                         | такм                         | такм                          | потрчко                      | такм                                 | такм                                 | такм                                 | такм                                 | такм                                 | такм                                 | потрчко                              | такм                                 | такм                                 | такм                                 | такм                                 | такм                          | такм                          | такм                          | такм                          | потрчко                       | потрчко                       | такм                          | такм                          | такм                          | такм                          | потрчко                       | такм                          | такм                          | такм                          | Пето место (303. дан)         | Пето место (303. дан)         | Пето место (303. дан)         |                               |                               |                               |                             |                             |                             |                            |                            |
| Надежда                        | такм                       | такм                       | такм                       | такм                       | такм                        | потрчко                      | такм                         | такм                         | напустила23 (57. — 179. дан) | напустила23 (57. — 179. дан) | напустила23 (57. — 179. дан) | напустила23 (57. — 179. дан) | напустила23 (57. — 179. дан) | напустила23 (57. — 179. дан) | напустила23 (57. — 179. дан) | напустила23 (57. — 179. дан) | напустила23 (57. — 179. дан)  | напустила23 (57. — 179. дан) | напустила23 (57. — 179. дан)         | напустила23 (57. — 179. дан)         | напустила23 (57. — 179. дан)         | напустила23 (57. — 179. дан)         | напустила23 (57. — 179. дан)         | напустила23 (57. — 179. дан)         | напустила23 (57. — 179. дан)         | напустила23 (57. — 179. дан)         | такм                                 | такм                                 | такм                                 | такм                          | такм                          | такм                          | такм                          | такм                          | такм                          | потрчко                       | такм                          | такм                          | такм                          | такм                          | такм                          | такм                          | такм                          | Шесто место (303. дан)        | Шесто место (303. дан)        | Шесто место (303. дан)        |                               |                               |                               |                             |                             |                             |                            |                            |
| Мића                           | вођа                       | омиљена особа              | такм                       | такм                       | такм                        | вођа                         | такм                         | такм                         | вођа                         | такм                         | такм                         | такм                         | такм                         | вођа                         | такм                         | вођа                         | такм                          | такм                         | такм                                 | омиљена особа                        | такм                                 | такм                                 | такм                                 | такм                                 | такм                                 | такм                                 | такм                                 | такм                                 | такм                                 | такм                          | вођа                          | вођа                          | такм                          | такм                          | такм                          | такм                          | такм                          | потрчко                       | омиљена особа                 | такм                          | вођа                          | такм                          | такм                          | Седмо место (303. дан)        | Седмо место (303. дан)        | Седмо место (303. дан)        |                               |                               |                               |                             |                             |                             |                            |                            |
| Алекса                         | такм                       | потрчко                    | такм                       | такм                       | такм                        | такм                         | такм                         | такм                         | такм                         | такм                         | такм                         | такм                         | такм                         | такм                         | такм                         | такм                         | такм                          | такм                         | такм                                 | такм                                 | такм                                 | такм                                 | такм                                 | омиљена особа                        | такм                                 | омиљена особа                        | такм                                 | такм                                 | такм                                 | такм                          | такм                          | такм                          | такм                          | такм                          | такм                          | такм                          | такм                          | такм                          | такм                          | такм                          | такм                          | омиљена особа                 | такм                          | Осмо место (303. дан)         | Осмо место (303. дан)         | Осмо место (303. дан)         |                               |                               |                               |                             |                             |                             |                            |                            |
| Сузана                         | такм                       | такм                       | такм                       | такм                       | такм                        | такм                         | такм                         | такм                         | такм                         | такм                         | такм                         | такм                         | омиљена особа                | такм                         | такм                         | такм                         | такм                          | такм                         | такм                                 | такм                                 | такм                                 | такм                                 | такм                                 | такм                                 | такм                                 | такм                                 | такм                                 | такм                                 | такм                                 | такм                          | такм                          | такм                          | такм                          | вођа                          | вођа                          | такм                          | такм                          | такм                          | такм                          | такм                          | такм                          | такм                          | вођа                          | Девето место (303. дан)       | Девето место (303. дан)       | Девето место (303. дан)       |                               |                               |                               |                             |                             |                             |                            |                            |
| Ана                            | није била (до 56. дана)    | није била (до 56. дана)    | није била (до 56. дана)    | није била (до 56. дана)    | није била (до 56. дана)     | није била (до 56. дана)      | није била (до 56. дана)      | није била (до 56. дана)      | такм                         | такм                         | такм                         | такм                         | такм                         | омиљена особа                | омиљена особа                | омиљена особа                | такм                          | такм                         | такм                                 | потрчко                              | такм                                 | такм                                 | такм                                 | такм                                 | такм                                 | такм                                 | такм                                 | омиљена особа                        | омиљена особа                        | такм                          | омиљена особа                 | такм                          | такм                          | такм                          | такм                          | вођа                          | такм                          | такм                          | такм                          | такм                          | потрчко                       | такм                          | такм                          | Десето место (303. дан)       | Десето место (303. дан)       | Десето место (303. дан)       |                               |                               |                               |                             |                             |                             |                            |                            |
| Брендон                        | такм                       | такм                       | такм                       | такм                       | такм                        | такм                         | такм                         | такм                         | такм                         | такм                         | такм                         | такм                         | такм                         | такм                         | потрчко                      | такм                         | такм                          | такм                         | такм                                 | такм                                 | такм                                 | такм                                 | вођа                                 | такм                                 | такм                                 | такм                                 | такм                                 | потрчко                              | потрчко                              | такм                          | такм                          | такм                          | такм                          | такм                          | такм                          | такм                          | такм                          | такм                          | такм                          | такм                          | такм                          | такм                          | потрчко                       | Једанаесто место (303. дан)   | Једанаесто место (303. дан)   | Једанаесто место (303. дан)   |                               |                               |                               |                             |                             |                             |                            |                            |
| Давид                          | такм                       | такм                       | такм                       | такм                       | такм                        | такм                         | такм                         | такм                         | такм                         | потрчко                      | такм                         | такм                         | такм                         | такм                         | такм                         | такм                         | такм                          | такм                         | такм                                 | потрчко                              | такм                                 | такм                                 | такм                                 | такм                                 | такм                                 | такм                                 | такм                                 | вођа                                 | вођа                                 | такм                          | потрчко                       | такм                          | такм                          | такм                          | такм                          | омиљена особа                 | такм                          | потрчко                       | потрчко                       | такм                          | такм                          | такм                          | такм                          | Дванаесто место (303. дан)    | Дванаесто место (303. дан)    | Дванаесто место (303. дан)    |                               |                               |                               |                             |                             |                             |                            |                            |
| Марко Ма.                      | није био (до 108. дана)    | није био (до 108. дана)    | није био (до 108. дана)    | није био (до 108. дана)    | није био (до 108. дана)     | није био (до 108. дана)      | није био (до 108. дана)      | није био (до 108. дана)      | није био (до 108. дана)      | није био (до 108. дана)      | није био (до 108. дана)      | није био (до 108. дана)      | није био (до 108. дана)      | није био (до 108. дана)      | није био (до 108. дана)      | није био (до 108. дана)      | такм                          | такм                         | такм                                 | такм                                 | такм                                 | такм                                 | такм                                 | избачен (159. — 248. дан)            | избачен (159. — 248. дан)            | избачен (159. — 248. дан)            | избачен (159. — 248. дан)            | избачен (159. — 248. дан)            | избачен (159. — 248. дан)            | избачен (159. — 248. дан)     | избачен (159. — 248. дан)     | избачен (159. — 248. дан)     | избачен (159. — 248. дан)     | избачен (159. — 248. дан)     | избачен (159. — 248. дан)     | избачен (159. — 248. дан)     | такм                          | такм                          | такм                          | потрчко                       | такм                          | такм                          | такм                          | избачен (302. дан)            | избачен (302. дан)            | избачен (302. дан)            |                               |                               |                               |                             |                             |                             |                            |                            |
| Матора                         | није била (до 56. дана)    | није била (до 56. дана)    | није била (до 56. дана)    | није била (до 56. дана)    | није била (до 56. дана)     | није била (до 56. дана)      | није била (до 56. дана)      | није била (до 56. дана)      | такм                         | такм                         | такм                         | такм                         | такм                         | такм                         | вођа                         | такм                         | такм                          | такм                         | такм                                 | такм                                 | такм                                 | такм                                 | такм                                 | такм                                 | такм                                 | такм                                 | такм                                 | такм                                 | такм                                 | омиљена особа                 | такм                          | такм                          | такм                          | такм                          | такм                          | такм                          | вођа                          | такм                          | такм                          | такм                          | такм                          | такм                          | такм                          | избачена (302. дан)           | избачена (302. дан)           | избачена (302. дан)           |                               |                               |                               |                             |                             |                             |                            |                            |
| Зорица                         | такм                       | такм                       | такм                       | такм                       | омиљена особа               | такм                         | такм                         | такм                         | такм                         | такм                         | такм                         | такм                         | такм                         | такм                         | такм                         | такм                         | такм                          | такм                         | такм                                 | такм                                 | такм                                 | вођа                                 | такм                                 | такм                                 | такм                                 | такм                                 | такм                                 | такм                                 | такм                                 | такм                          | такм                          | такм                          | такм                          | такм                          | такм                          | такм                          | такм                          | такм                          | такм                          | такм                          | такм                          | такм                          | такм                          | избачена (302. дан)           | избачена (302. дан)           | избачена (302. дан)           |                               |                               |                               |                             |                             |                             |                            |                            |
| Бане                           | такм                       | такм                       | такм                       | такм                       | такм                        | потрчко                      | вођа                         | такм                         | такм                         | такм                         | такм                         | такм                         | такм                         | такм                         | такм                         | потрчко                      | такм                          | такм                         | такм                                 | такм                                 | такм                                 | такм                                 | такм                                 | такм                                 | такм                                 | такм                                 | такм                                 | такм                                 | такм                                 | такм                          | такм                          | такм                          | такм                          | такм                          | такм                          | такм                          | такм                          | такм                          | такм                          | такм                          | такм                          | такм                          | такм                          | избачен (302. дан)            | избачен (302. дан)            | избачен (302. дан)            |                               |                               |                               |                             |                             |                             |                            |                            |
| Мина                           | такм                       | такм                       | такм                       | такм                       | такм                        | такм                         | такм                         | омиљена особа                | такм                         | такм                         | потрчко                      | такм                         | такм                         | такм                         | такм                         | такм                         | такм                          | такм                         | такм                                 | такм                                 | такм                                 | такм                                 | такм                                 | вођа                                 | такм                                 | такм                                 | потрчко                              | такм                                 | такм                                 | такм                          | такм                          | такм                          | омиљена особа                 | такм                          | такм                          | такм                          | такм                          | такм                          | такм                          | такм                          | такм                          | вођа                          | такм                          | избачена (302. дан)           | избачена (302. дан)           | избачена (302. дан)           |                               |                               |                               |                             |                             |                             |                            |                            |
| Бора                           | такм                       | такм                       | такм                       | такм                       | такм                        | такм                         | такм                         | такм                         | такм                         | вођа                         | такм                         | такм                         | такм                         | такм                         | такм                         | такм                         | такм                          | омиљена особа                | такм                                 | такм                                 | такм                                 | такм                                 | такм                                 | такм                                 | такм                                 | такм                                 | такм                                 | такм                                 | такм                                 | такм                          | такм                          | такм                          | такм                          | потрчко                       | потрчко                       | такм                          | такм                          | такм                          | такм                          | такм                          | такм                          | такм                          | такм                          | избачен (302. дан)            | избачен (302. дан)            | избачен (302. дан)            |                               |                               |                               |                             |                             |                             |                            |                            |
| Саво                           | такм                       | такм                       | такм                       | такм                       | такм                        | такм                         | такм                         | такм                         | такм                         | такм                         | такм                         | вођа                         | такм                         | такм                         | такм                         | такм                         | такм                          | такм                         | такм                                 | такм                                 | такм                                 | такм                                 | такм                                 | такм                                 | такм                                 | такм                                 | такм                                 | такм                                 | такм                                 | такм                          | такм                          | такм                          | такм                          | такм                          | такм                          | такм                          | такм                          | такм                          | такм                          | такм                          | такм                          | такм                          | омиљена особа                 | избачен (301. дан)            | избачен (301. дан)            | избачен (301. дан)            |                               |                               |                               |                             |                             |                             |                            |                            |
| Сања                           | није била (до 118. дана)   | није била (до 118. дана)   | није била (до 118. дана)   | није била (до 118. дана)   | није била (до 118. дана)    | није била (до 118. дана)     | није била (до 118. дана)     | није била (до 118. дана)     | није била (до 118. дана)     | није била (до 118. дана)     | није била (до 118. дана)     | није била (до 118. дана)     | није била (до 118. дана)     | није била (до 118. дана)     | није била (до 118. дана)     | није била (до 118. дана)     | није била (до 118. дана)      | такм                         | такм                                 | такм                                 | такм                                 | такм                                 | такм                                 | такм                                 | такм                                 | такм                                 | такм                                 | такм                                 | такм                                 | вођа                          | такм                          | такм                          | такм                          | такм                          | такм                          | такм                          | омиљена особа                 | такм                          | такм                          | такм                          | такм                          | такм                          | такм                          | избачена (301. дан)           | избачена (301. дан)           | избачена (301. дан)           |                               |                               |                               |                             |                             |                             |                            |                            |
| Тома                           | потрчко                    | такм                       | такм                       | такм                       | такм                        | такм                         | такм                         | такм                         | такм                         | такм                         | вођа                         | такм                         | такм                         | такм                         | такм                         | такм                         | такм                          | такм                         | такм                                 | такм                                 | такм                                 | такм                                 | такм                                 | такм                                 | такм                                 | такм                                 | такм                                 | такм                                 | такм                                 | такм                          | такм                          | такм                          | такм                          | такм                          | такм                          | потрчко                       | такм                          | такм                          | такм                          | такм                          | такм                          | такм                          | такм                          | избачен (300. дан)            | избачен (300. дан)            | избачен (300. дан)            |                               |                               |                               |                             |                             |                             |                            |                            |
| Маријана                       | такм                       | такм                       | такм                       | такм                       | такм                        | такм                         | такм                         | такм                         | потрчко                      | такм                         | такм                         | такм                         | такм                         | такм                         | такм                         | потрчко                      | такм                          | такм                         | потрчко                              | вођа                                 | такм                                 | такм                                 | такм                                 | потрчко                              | такм                                 | такм                                 | такм                                 | такм                                 | такм                                 | такм                          | такм                          | такм                          | потрчко                       | такм                          | такм                          | такм                          | такм                          | такм                          | такм                          | такм                          | такм                          | такм                          | такм                          | избачена (300. дан)           | избачена (300. дан)           | избачена (300. дан)           |                               |                               |                               |                             |                             |                             |                            |                            |
| Елеонора                       | није била (до 33. дана)    | није била (до 33. дана)    | није била (до 33. дана)    | није била (до 33. дана)    | није била (до 33. дана)     | такм                         | такм                         | такм                         | омиљена особа                | такм                         | такм                         | такм                         | такм                         | избачена (87. — 248. дан)    | избачена (87. — 248. дан)    | избачена (87. — 248. дан)    | избачена (87. — 248. дан)     | избачена (87. — 248. дан)    | избачена (87. — 248. дан)            | избачена (87. — 248. дан)            | избачена (87. — 248. дан)            | избачена (87. — 248. дан)            | избачена (87. — 248. дан)            | избачена (87. — 248. дан)            | избачена (87. — 248. дан)            | избачена (87. — 248. дан)            | избачена (87. — 248. дан)            | избачена (87. — 248. дан)            | избачена (87. — 248. дан)            | избачена (87. — 248. дан)     | избачена (87. — 248. дан)     | избачена (87. — 248. дан)     | избачена (87. — 248. дан)     | избачена (87. — 248. дан)     | избачена (87. — 248. дан)     | избачена (87. — 248. дан)     | такм                          | такм                          | такм                          | такм                          | омиљена особа                 | такм                          | такм                          | избачена (300. дан)           | избачена (300. дан)           | избачена (300. дан)           |                               |                               |                               |                             |                             |                             |                            |                            |
| Лазар                          | такм                       | такм                       | такм                       | такм                       | такм                        | такм                         | такм                         | такм                         | такм                         | такм                         | такм                         | такм                         | такм                         | такм                         | такм                         | такм                         | такм                          | такм                         | такм                                 | такм                                 | такм                                 | такм                                 | такм                                 | такм                                 | такм                                 | такм                                 | такм                                 | избачен (187. дан)                   | такм                                 | такм                          | такм                          | такм                          | такм                          | такм                          | такм                          | такм                          | такм                          | такм                          | такм                          | такм                          | такм                          | такм                          | потрчко                       | избачен (298. дан)            | избачен (298. дан)            | избачен (298. дан)            |                               |                               |                               |                             |                             |                             |                            |                            |
| Љуба                           | није била (до 79. дана)    | није била (до 79. дана)    | није била (до 79. дана)    | није била (до 79. дана)    | није била (до 79. дана)     | није била (до 79. дана)      | није била (до 79. дана)      | није била (до 79. дана)      | није била (до 79. дана)      | није била (до 79. дана)      | није била (до 79. дана)      | није била (до 79. дана)      | такм                         | потрчко                      | такм                         | такм                         | напустила31 (110. — 114. дан) | такм                         | такм                                 | такм                                 | такм                                 | такм                                 | такм                                 | такм                                 | такм                                 | такм                                 | такм                                 | потрчко                              | потрчко                              | такм                          | такм                          | такм                          | такм                          | такм                          | такм                          | такм                          | такм                          | вођа                          | такм                          | такм                          | такм                          | такм                          | такм                          | избачена (298. дан)           | избачена (298. дан)           | избачена (298. дан)           |                               |                               |                               |                             |                             |                             |                            |                            |
| Доротеа                        | омиљена особа              | такм                       | такм                       | такм                       | такм                        | такм                         | такм                         | такм                         | такм                         | такм                         | такм                         | такм                         | такм                         | такм                         | такм                         | такм                         | такм                          | потрчко                      | такм                                 | такм                                 | такм                                 | такм                                 | такм                                 | такм                                 | потрчко                              | такм                                 | такм                                 | такм                                 | такм                                 | такм                          | такм                          | омиљена особа                 | такм                          | такм                          | такм                          | такм                          | такм                          | такм                          | вођа                          | такм                          | такм                          | такм                          | такм                          | избачена (297. дан)           | избачена (297. дан)           | избачена (297. дан)           |                               |                               |                               |                             |                             |                             |                            |                            |
| Злата                          | такм                       | такм                       | такм                       | такм                       | такм                        | такм                         | такм                         | такм                         | такм                         | такм                         | такм                         | такм                         | такм                         | такм                         | такм                         | такм                         | такм                          | такм                         | такм                                 | такм                                 | такм                                 | потрчко                              | такм                                 | такм                                 | такм                                 | вођа                                 | такм                                 | такм                                 | такм                                 | такм                          | такм                          | такм                          | такм                          | такм                          | такм                          | такм                          | такм                          | такм                          | такм                          | такм                          | такм                          | такм                          | избачена (291. дан)           | избачена (291. дан)           | избачена (291. дан)           | избачена (291. дан)           |                               |                               |                               |                             |                             |                             |                            |                            |
| Петрући                        | такм                       | такм                       | такм                       | такм                       | такм                        | такм                         | такм                         | потрчко                      | такм                         | такм                         | такм                         | такм                         | такм                         | такм                         | такм                         | такм                         | такм                          | такм                         | такм                                 | такм                                 | такм                                 | такм                                 | такм                                 | такм                                 | такм                                 | такм                                 | такм                                 | такм                                 | такм                                 | такм                          | такм                          | такм                          | потрчко                       | такм                          | такм                          | такм                          | такм                          | такм                          | такм                          | такм                          | такм                          | избачен (284. дан)            | избачен (284. дан)            | избачен (284. дан)            | избачен (284. дан)            | избачен (284. дан)            |                               |                               |                               |                             |                             |                             |                            |                            |
| Мики                           | није био (до 30. дана)     | није био (до 30. дана)     | није био (до 30. дана)     | није био (до 30. дана)     | није био (до 30. дана)      | такм                         | потрчко                      | такм                         | такм                         | такм                         | такм                         | такм                         | такм                         | такм                         | такм                         | такм                         | такм                          | вођа                         | такм                                 | такм                                 | такм                                 | омиљена особа                        | такм                                 | такм                                 | такм                                 | такм                                 | такм                                 | такм                                 | такм                                 | такм                          | такм                          | такм                          | такм                          | омиљена особа                 | напустио (231. — 276. дан)    | напустио (231. — 276. дан)    | напустио (231. — 276. дан)    | напустио (231. — 276. дан)    | напустио (231. — 276. дан)    | напустио (231. — 276. дан)    | такм                          | дисквалификован42 (280. дан)  | дисквалификован42 (280. дан)  | дисквалификован42 (280. дан)  | дисквалификован42 (280. дан)  | дисквалификован42 (280. дан)  | дисквалификован42 (280. дан)  |                               |                               |                             |                             |                             |                            |                            |
| Зола                           | није био (до 73. дана)     | није био (до 73. дана)     | није био (до 73. дана)     | није био (до 73. дана)     | није био (до 73. дана)      | није био (до 73. дана)       | није био (до 73. дана)       | није био (до 73. дана)       | није био (до 73. дана)       | није био (до 73. дана)       | није био (до 73. дана)       | такм                         | потрчко                      | такм                         | такм                         | такм                         | омиљена особа                 | такм                         | такм                                 | такм                                 | потрчко                              | такм                                 | такм                                 | такм                                 | такм                                 | такм                                 | такм                                 | напустио38 (188. — 228. дан)         | напустио38 (188. — 228. дан)         | напустио38 (188. — 228. дан)  | напустио38 (188. — 228. дан)  | напустио38 (188. — 228. дан)  | напустио38 (188. — 228. дан)  | такм                          | такм                          | такм                          | такм                          | такм                          | такм                          | такм                          | избачен (277. дан)            | избачен (277. дан)            | избачен (277. дан)            | избачен (277. дан)            | избачен (277. дан)            | избачен (277. дан)            | избачен (277. дан)            |                               |                               |                             |                             |                             |                            |                            |
| Павле                          | није био (до 108. дана)    | није био (до 108. дана)    | није био (до 108. дана)    | није био (до 108. дана)    | није био (до 108. дана)     | није био (до 108. дана)      | није био (до 108. дана)      | није био (до 108. дана)      | није био (до 108. дана)      | није био (до 108. дана)      | није био (до 108. дана)      | није био (до 108. дана)      | није био (до 108. дана)      | није био (до 108. дана)      | није био (до 108. дана)      | није био (до 108. дана)      | потрчко                       | такм                         | такм                                 | такм                                 | такм                                 | такм                                 | такм                                 | такм                                 | такм                                 | такм                                 | такм                                 | такм                                 | такм                                 | потрчко                       | такм                          | такм                          | такм                          | такм                          | такм                          | такм                          | такм                          | такм                          | такм                          | избачен (270. дан)            | избачен (270. дан)            | избачен (270. дан)            | избачен (270. дан)            | избачен (270. дан)            | избачен (270. дан)            | избачен (270. дан)            | избачен (270. дан)            |                               |                               |                             |                             |                             |                            |                            |
| Марија К.                      | такм                       | такм                       | такм                       | потрчко                    | такм                        | такм                         | такм                         | такм                         | такм                         | такм                         | такм                         | такм                         | такм                         | такм                         | напустила29 (91. — 130. дан) | напустила29 (91. — 130. дан) | напустила29 (91. — 130. дан)  | напустила29 (91. — 130. дан) | напустила29 (91. — 130. дан)         | такм                                 | такм                                 | такм                                 | такм                                 | такм                                 | такм                                 | такм                                 | такм                                 | напустила (190. — 200. дан)          | напустила (190. — 200. дан)          | такм                          | такм                          | такм                          | такм                          | такм                          | такм                          | такм                          | потрчко                       | такм                          | такм                          | напустила 41 (269. дан)       | напустила 41 (269. дан)       | напустила 41 (269. дан)       | напустила 41 (269. дан)       | напустила 41 (269. дан)       | напустила 41 (269. дан)       | напустила 41 (269. дан)       | напустила 41 (269. дан)       | напустила 41 (269. дан)       |                               |                             |                             |                             |                            |                            |
| Миљана К.                      | такм                       | такм                       | такм                       | потрчко                    | потрчко                     | такм                         | такм                         | потрчко                      | такм                         | такм                         | такм                         | такм                         | потрчко                      | такм                         | такм                         | такм                         | вођа                          | такм                         | такм                                 | такм                                 | потрчко                              | такм                                 | такм                                 | такм                                 | такм                                 | такм                                 | такм                                 | напустила38 (188. — 228. дан)        | напустила38 (188. — 228. дан)        | напустила38 (188. — 228. дан) | напустила38 (188. — 228. дан) | напустила38 (188. — 228. дан) | напустила38 (188. — 228. дан) | такм                          | такм                          | такм                          | потрчко                       | такм                          | такм                          | дисквалификована41 (269. дан) | дисквалификована41 (269. дан) | дисквалификована41 (269. дан) | дисквалификована41 (269. дан) | дисквалификована41 (269. дан) | дисквалификована41 (269. дан) | дисквалификована41 (269. дан) | дисквалификована41 (269. дан) | дисквалификована41 (269. дан) | дисквалификована41 (269. дан) |                             |                             |                             |                            |                            |
| Ребека                         | такм                       | такм                       | такм                       | такм                       | такм                        | такм                         | такм                         | такм                         | такм                         | такм                         | такм                         | такм                         | такм                         | такм                         | такм                         | такм                         | такм                          | такм                         | такм                                 | такм                                 | такм                                 | такм                                 | такм                                 | такм                                 | такм                                 | такм                                 | такм                                 | такм                                 | такм                                 | такм                          | такм                          | такм                          | такм                          | такм                          | такм                          | такм                          | такм                          | такм                          | избачена (263. дан)           | избачена (263. дан)           | избачена (263. дан)           | избачена (263. дан)           | избачена (263. дан)           | избачена (263. дан)           | избачена (263. дан)           | избачена (263. дан)           | избачена (263. дан)           | избачена (263. дан)           | избачена (263. дан)           |                             |                             |                             |                            |                            |
| Драгана                        | није била (до 45. дана)    | није била (до 45. дана)    | није била (до 45. дана)    | није била (до 45. дана)    | није била (до 45. дана)     | није била (до 45. дана)      | није била (до 45. дана)      | такм                         | такм                         | такм                         | такм                         | потрчко                      | такм                         | такм                         | такм                         | такм                         | потрчко                       | такм                         | такм                                 | такм                                 | такм                                 | такм                                 | потрчко                              | такм                                 | такм                                 | такм                                 | такм                                 | такм                                 | такм                                 | такм                          | такм                          | такм                          | такм                          | такм                          | такм                          | такм                          | такм                          | избачена (256. дан)           | избачена (256. дан)           | избачена (256. дан)           | избачена (256. дан)           | избачена (256. дан)           | избачена (256. дан)           | избачена (256. дан)           | избачена (256. дан)           | избачена (256. дан)           | избачена (256. дан)           | избачена (256. дан)           | избачена (256. дан)           |                             |                             |                             |                            |                            |
| Карађорђе                      | није био (до 66. дана)26   | није био (до 66. дана)26   | није био (до 66. дана)26   | није био (до 66. дана)26   | није био (до 66. дана)26    | није био (до 66. дана)26     | није био (до 66. дана)26     | није био (до 66. дана)26     | није био (до 66. дана)26     | није био (до 66. дана)26     | такм                         | такм                         | такм                         | потрчко                      | такм                         | такм                         | такм                          | такм                         | потрчко                              | такм                                 | такм                                 | такм                                 | такм                                 | такм                                 | такм                                 | такм                                 | такм                                 | такм                                 | такм                                 | такм                          | такм                          | такм                          | такм                          | такм                          | такм                          | такм                          | такм                          | напустио 40 (253. дан)        | напустио 40 (253. дан)        | напустио 40 (253. дан)        | напустио 40 (253. дан)        | напустио 40 (253. дан)        | напустио 40 (253. дан)        | напустио 40 (253. дан)        | напустио 40 (253. дан)        | напустио 40 (253. дан)        | напустио 40 (253. дан)        | напустио 40 (253. дан)        | напустио 40 (253. дан)        | напустио 40 (253. дан)      |                             |                             |                            |                            |
| Ша                             | није био (до 118. дана)    | није био (до 118. дана)    | није био (до 118. дана)    | није био (до 118. дана)    | није био (до 118. дана)     | није био (до 118. дана)      | није био (до 118. дана)      | није био (до 118. дана)      | није био (до 118. дана)      | није био (до 118. дана)      | није био (до 118. дана)      | није био (до 118. дана)      | није био (до 118. дана)      | није био (до 118. дана)      | није био (до 118. дана)      | није био (до 118. дана)      | није био (до 118. дана)       | такм                         | такм                                 | такм                                 | омиљена особа                        | такм                                 | потрчко                              | такм                                 | такм                                 | такм                                 | такм                                 | такм                                 | такм                                 | такм                          | такм                          | такм                          | вођа                          | такм                          | такм                          | такм                          | избачен (249. дан)            | избачен (249. дан)            | избачен (249. дан)            | избачен (249. дан)            | избачен (249. дан)            | избачен (249. дан)            | избачен (249. дан)            | избачен (249. дан)            | избачен (249. дан)            | избачен (249. дан)            | избачен (249. дан)            | избачен (249. дан)            | избачен (249. дан)            | избачен (249. дан)          |                             |                             |                            |                            |
| Снежана                        | такм                       | такм                       | такм                       | такм                       | такм                        | такм                         | такм                         | такм                         | такм                         | такм                         | такм                         | такм                         | вођа                         | такм                         | такм                         | такм                         | такм                          | такм                         | такм                                 | такм                                 | такм                                 | потрчко                              | такм                                 | такм                                 | такм                                 | такм                                 | такм                                 | такм                                 | такм                                 | такм                          | такм                          | такм                          | такм                          | такм                          | такм                          | избачена (242. дан)           | избачена (242. дан)           | избачена (242. дан)           | избачена (242. дан)           | избачена (242. дан)           | избачена (242. дан)           | избачена (242. дан)           | избачена (242. дан)           | избачена (242. дан)           | избачена (242. дан)           | избачена (242. дан)           | избачена (242. дан)           | избачена (242. дан)           | избачена (242. дан)           | избачена (242. дан)         |                             |                             |                            |                            |
| Милан                          | није био (до 179. дана)    | није био (до 179. дана)    | није био (до 179. дана)    | није био (до 179. дана)    | није био (до 179. дана)     | није био (до 179. дана)      | није био (до 179. дана)      | није био (до 179. дана)      | није био (до 179. дана)      | није био (до 179. дана)      | није био (до 179. дана)      | није био (до 179. дана)      | није био (до 179. дана)      | није био (до 179. дана)      | није био (до 179. дана)      | није био (до 179. дана)      | није био (до 179. дана)       | није био (до 179. дана)      | није био (до 179. дана)              | није био (до 179. дана)              | није био (до 179. дана)              | није био (до 179. дана)              | није био (до 179. дана)              | није био (до 179. дана)              | није био (до 179. дана)              | није био (до 179. дана)              | потрчко                              | такм                                 | такм                                 | такм                          | такм                          | такм                          | такм                          | избачен (228. дан)            | избачен (228. дан)            | избачен (228. дан)            | избачен (228. дан)            | избачен (228. дан)            | избачен (228. дан)            | избачен (228. дан)            | избачен (228. дан)            | избачен (228. дан)            | избачен (228. дан)            | избачен (228. дан)            | избачен (228. дан)            | избачен (228. дан)            | избачен (228. дан)            | избачен (228. дан)            | избачен (228. дан)            |                             |                             |                             |                            |                            |
| Елвира                         | није била (до 214. дана)   | није била (до 214. дана)   | није била (до 214. дана)   | није била (до 214. дана)   | није била (до 214. дана)    | није била (до 214. дана)     | није била (до 214. дана)     | није била (до 214. дана)     | није била (до 214. дана)     | није била (до 214. дана)     | није била (до 214. дана)     | није била (до 214. дана)     | није била (до 214. дана)     | није била (до 214. дана)     | није била (до 214. дана)     | није била (до 214. дана)     | није била (до 214. дана)      | није била (до 214. дана)     | није била (до 214. дана)             | није била (до 214. дана)             | није била (до 214. дана)             | није била (до 214. дана)             | није била (до 214. дана)             | није била (до 214. дана)             | није била (до 214. дана)             | није била (до 214. дана)             | није била (до 214. дана)             | није била (до 214. дана)             | није била (до 214. дана)             | није била (до 214. дана)      | није била (до 214. дана)      | такм                          | избачена (221. дан)           | избачена (221. дан)           | избачена (221. дан)           | избачена (221. дан)           | избачена (221. дан)           | избачена (221. дан)           | избачена (221. дан)           | избачена (221. дан)           | избачена (221. дан)           | избачена (221. дан)           | избачена (221. дан)           | избачена (221. дан)           | избачена (221. дан)           | избачена (221. дан)           | избачена (221. дан)           | избачена (221. дан)           | избачена (221. дан)           |                             |                             |                             |                            |                            |
| Марко С.                       | није био (до 26. дана)     | није био (до 26. дана)     | није био (до 26. дана)     | није био (до 26. дана)     | такм                        | такм                         | такм                         | такм                         | такм                         | избачен17 (59. — 158. дан)   | избачен17 (59. — 158. дан)   | избачен17 (59. — 158. дан)   | избачен17 (59. — 158. дан)   | избачен17 (59. — 158. дан)   | избачен17 (59. — 158. дан)   | избачен17 (59. — 158. дан)   | избачен17 (59. — 158. дан)    | избачен17 (59. — 158. дан)   | избачен17 (59. — 158. дан)           | избачен17 (59. — 158. дан)           | избачен17 (59. — 158. дан)           | избачен17 (59. — 158. дан)           | избачен17 (59. — 158. дан)           | потрчко                              | такм                                 | такм                                 | такм                                 | такм                                 | такм                                 | такм                          | такм                          | избачен (214. дан)            | избачен (214. дан)            | избачен (214. дан)            | избачен (214. дан)            | избачен (214. дан)            | избачен (214. дан)            | избачен (214. дан)            | избачен (214. дан)            | избачен (214. дан)            | избачен (214. дан)            | избачен (214. дан)            | избачен (214. дан)            | избачен (214. дан)            | избачен (214. дан)            | избачен (214. дан)            | избачен (214. дан)            | избачен (214. дан)            | избачен (214. дан)            |                             |                             |                             |                            |                            |
| Рада                           | такм                       | такм                       | такм                       | такм                       | вођа                        | такм                         | такм                         | такм                         | такм                         | такм                         | такм                         | такм                         | такм                         | такм                         | такм                         | такм                         | такм                          | такм                         | такм                                 | такм                                 | такм                                 | такм                                 | такм                                 | такм                                 | такм                                 | такм                                 | такм                                 | такм                                 | такм                                 | такм                          | избачена (207. дан)           | избачена (207. дан)           | избачена (207. дан)           | избачена (207. дан)           | избачена (207. дан)           | избачена (207. дан)           | избачена (207. дан)           | избачена (207. дан)           | избачена (207. дан)           | избачена (207. дан)           | избачена (207. дан)           | избачена (207. дан)           | избачена (207. дан)           | избачена (207. дан)           | избачена (207. дан)           | избачена (207. дан)           | избачена (207. дан)           | избачена (207. дан)           | избачена (207. дан)           |                             |                             |                             |                            |                            |
| Јелена К.                      | није била (до 33. дана)    | није била (до 33. дана)    | није била (до 33. дана)    | није била (до 33. дана)    | није била (до 33. дана)     | такм                         | такм                         | такм                         | такм                         | такм                         | такм                         | такм                         | такм                         | такм                         | такм                         | такм                         | такм                          | такм                         | омиљена особа                        | такм                                 | такм                                 | такм                                 | такм                                 | такм                                 | такм                                 | такм                                 | омиљена особа                        | такм                                 | такм                                 | дисквалификована39 (201. дан) | дисквалификована39 (201. дан) | дисквалификована39 (201. дан) | дисквалификована39 (201. дан) | дисквалификована39 (201. дан) | дисквалификована39 (201. дан) | дисквалификована39 (201. дан) | дисквалификована39 (201. дан) | дисквалификована39 (201. дан) | дисквалификована39 (201. дан) | дисквалификована39 (201. дан) | дисквалификована39 (201. дан) | дисквалификована39 (201. дан) | дисквалификована39 (201. дан) | дисквалификована39 (201. дан) | дисквалификована39 (201. дан) | дисквалификована39 (201. дан) | дисквалификована39 (201. дан) | дисквалификована39 (201. дан) | дисквалификована39 (201. дан) |                             |                             |                             |                            |                            |
| Владимир Т.                    | није био (до 94. дана)     | није био (до 94. дана)     | није био (до 94. дана)     | није био (до 94. дана)     | није био (до 94. дана)      | није био (до 94. дана)       | није био (до 94. дана)       | није био (до 94. дана)       | није био (до 94. дана)       | није био (до 94. дана)       | није био (до 94. дана)       | није био (до 94. дана)       | није био (до 94. дана)       | није био (до 94. дана)       | такм                         | избачен (101. дан)           | такм                          | такм                         | избачен17 (123. — 158. дан)          | избачен17 (123. — 158. дан)          | избачен17 (123. — 158. дан)          | избачен17 (123. — 158. дан)          | избачен17 (123. — 158. дан)          | такм                                 | такм                                 | потрчко                              | вођа                                 | такм                                 | такм                                 | избачен (200. дан)            | избачен (200. дан)            | избачен (200. дан)            | избачен (200. дан)            | избачен (200. дан)            | избачен (200. дан)            | избачен (200. дан)            | избачен (200. дан)            | избачен (200. дан)            | избачен (200. дан)            | избачен (200. дан)            | избачен (200. дан)            | избачен (200. дан)            | избачен (200. дан)            | избачен (200. дан)            | избачен (200. дан)            | избачен (200. дан)            | избачен (200. дан)            | избачен (200. дан)            | избачен (200. дан)            | избачен (200. дан)          |                             |                             |                            |                            |
| Зерина                         | такм                       | такм                       | такм                       | такм                       | такм                        | потрчко                      | омиљена особа                | такм                         | такм                         | такм                         | такм                         | такм                         | такм                         | такм                         | такм                         | такм                         | такм                          | такм                         | вођа                                 | такм                                 | такм                                 | такм                                 | такм                                 | такм                                 | такм                                 | потрчко                              | избачена (180. дан)                  | избачена (180. дан)                  | избачена (180. дан)                  | избачена (180. дан)           | избачена (180. дан)           | избачена (180. дан)           | избачена (180. дан)           | избачена (180. дан)           | избачена (180. дан)           | избачена (180. дан)           | избачена (180. дан)           | избачена (180. дан)           | избачена (180. дан)           | избачена (180. дан)           | избачена (180. дан)           | избачена (180. дан)           | избачена (180. дан)           | избачена (180. дан)           | избачена (180. дан)           | избачена (180. дан)           | избачена (180. дан)           | избачена (180. дан)           |                               |                             |                             |                             |                            |                            |
| Вишња                          | није била (до 73. дана)    | није била (до 73. дана)    | није била (до 73. дана)    | није била (до 73. дана)    | није била (до 73. дана)     | није била (до 73. дана)      | није била (до 73. дана)      | није била (до 73. дана)      | није била (до 73. дана)      | није била (до 73. дана)      | није била (до 73. дана)      | такм                         | такм                         | такм                         | такм                         | такм                         | такм                          | такм                         | такм                                 | такм                                 | такм                                 | такм                                 | избачена17 (152. — 158. дан)         | такм                                 | такм                                 | избачена (173. дан)                  | избачена (173. дан)                  | избачена (173. дан)                  | избачена (173. дан)                  | избачена (173. дан)           | избачена (173. дан)           | избачена (173. дан)           | избачена (173. дан)           | избачена (173. дан)           | избачена (173. дан)           | избачена (173. дан)           | избачена (173. дан)           | избачена (173. дан)           | избачена (173. дан)           | избачена (173. дан)           | избачена (173. дан)           | избачена (173. дан)           | избачена (173. дан)           | избачена (173. дан)           | избачена (173. дан)           | избачена (173. дан)           | избачена (173. дан)           | избачена (173. дан)           |                               |                             |                             |                             |                            |                            |
| Адам                           | такм                       | такм                       | такм                       | такм                       | такм                        | такм                         | такм                         | такм                         | такм                         | такм                         | такм                         | такм                         | такм                         | такм                         | такм                         | такм                         | такм                          | такм                         | такм                                 | такм                                 | вођа                                 | такм                                 | такм                                 | такм                                 | избачен (166. дан)                   | избачен (166. дан)                   | избачен (166. дан)                   | избачен (166. дан)                   | избачен (166. дан)                   | избачен (166. дан)            | избачен (166. дан)            | избачен (166. дан)            | избачен (166. дан)            | избачен (166. дан)            | избачен (166. дан)            | избачен (166. дан)            | избачен (166. дан)            | избачен (166. дан)            | избачен (166. дан)            | избачен (166. дан)            | избачен (166. дан)            | избачен (166. дан)            | избачен (166. дан)            | избачен (166. дан)            | избачен (166. дан)            | избачен (166. дан)            | избачен (166. дан)            | избачен (166. дан)            |                               |                             |                             |                             |                            |                            |
| Оља                            | такм                       | вођа                       | омиљена особа              | такм                       | такм                        | такм                         | такм                         | такм                         | такм                         | такм                         | такм                         | такм                         | такм                         | такм                         | такм                         | такм                         | такм                          | такм                         | такм                                 | такм                                 | такм                                 | избачена (145. дан)                  | избачена (145. дан)                  | избачена (145. дан)                  | избачена (145. дан)                  | избачена (145. дан)                  | избачена (145. дан)                  | избачена (145. дан)                  | избачена (145. дан)                  | избачена (145. дан)           | избачена (145. дан)           | избачена (145. дан)           | избачена (145. дан)           | избачена (145. дан)           | избачена (145. дан)           | избачена (145. дан)           | избачена (145. дан)           | избачена (145. дан)           | избачена (145. дан)           | избачена (145. дан)           | избачена (145. дан)           | избачена (145. дан)           | избачена (145. дан)           | избачена (145. дан)           | избачена (145. дан)           | избачена (145. дан)           |                               |                               |                               |                             |                             |                             |                            |                            |
| Наташа                         | такм                       | такм                       | такм                       | такм                       | такм                        | такм                         | такм                         | такм                         | такм                         | омиљена особа                | такм                         | такм                         | такм                         | такм                         | такм                         | такм                         | такм                          | такм                         | такм                                 | такм                                 | избачена (138. дан)                  | избачена (138. дан)                  | избачена (138. дан)                  | избачена (138. дан)                  | избачена (138. дан)                  | избачена (138. дан)                  | избачена (138. дан)                  | избачена (138. дан)                  | избачена (138. дан)                  | избачена (138. дан)           | избачена (138. дан)           | избачена (138. дан)           | избачена (138. дан)           | избачена (138. дан)           | избачена (138. дан)           | избачена (138. дан)           | избачена (138. дан)           | избачена (138. дан)           | избачена (138. дан)           | избачена (138. дан)           | избачена (138. дан)           | избачена (138. дан)           | избачена (138. дан)           | избачена (138. дан)           | избачена (138. дан)           | избачена (138. дан)           |                               |                               |                               |                             |                             |                             |                            |                            |
| Петар                          | није био (до 118. дана)    | није био (до 118. дана)    | није био (до 118. дана)    | није био (до 118. дана)    | није био (до 118. дана)     | није био (до 118. дана)      | није био (до 118. дана)      | није био (до 118. дана)      | није био (до 118. дана)      | није био (до 118. дана)      | није био (до 118. дана)      | није био (до 118. дана)      | није био (до 118. дана)      | није био (до 118. дана)      | није био (до 118. дана)      | није био (до 118. дана)      | није био (до 118. дана)       | такм                         | такм                                 | избачен (130. дан)                   | избачен (130. дан)                   | избачен (130. дан)                   | избачен (130. дан)                   | избачен (130. дан)                   | избачен (130. дан)                   | избачен (130. дан)                   | избачен (130. дан)                   | избачен (130. дан)                   | избачен (130. дан)                   | избачен (130. дан)            | избачен (130. дан)            | избачен (130. дан)            | избачен (130. дан)            | избачен (130. дан)            | избачен (130. дан)            | избачен (130. дан)            | избачен (130. дан)            | избачен (130. дан)            | избачен (130. дан)            | избачен (130. дан)            | избачен (130. дан)            | избачен (130. дан)            | избачен (130. дан)            | избачен (130. дан)            | избачен (130. дан)            | избачен (130. дан)            |                               |                               |                               |                             |                             |                             |                            |                            |
| Сале Тру                       | није био (до 45. дана)     | није био (до 45. дана)     | није био (до 45. дана)     | није био (до 45. дана)     | није био (до 45. дана)      | није био (до 45. дана)       | није био (до 45. дана)       | такм                         | такм                         | такм                         | такм                         | такм                         | такм                         | такм                         | такм                         | такм                         | такм                          | такм                         | ванредно избачен (120. дан)          | ванредно избачен (120. дан)          | ванредно избачен (120. дан)          | ванредно избачен (120. дан)          | ванредно избачен (120. дан)          | ванредно избачен (120. дан)          | ванредно избачен (120. дан)          | ванредно избачен (120. дан)          | ванредно избачен (120. дан)          | ванредно избачен (120. дан)          | ванредно избачен (120. дан)          | ванредно избачен (120. дан)   | ванредно избачен (120. дан)   | ванредно избачен (120. дан)   | ванредно избачен (120. дан)   | ванредно избачен (120. дан)   | ванредно избачен (120. дан)   | ванредно избачен (120. дан)   | ванредно избачен (120. дан)   | ванредно избачен (120. дан)   | ванредно избачен (120. дан)   | ванредно избачен (120. дан)   | ванредно избачен (120. дан)   | ванредно избачен (120. дан)   | ванредно избачен (120. дан)   | ванредно избачен (120. дан)   | ванредно избачен (120. дан)   | ванредно избачен (120. дан)   |                               |                               |                               |                             |                             |                             |                            |                            |
| Момчило                        | није био (до 108. дана)    | није био (до 108. дана)    | није био (до 108. дана)    | није био (до 108. дана)    | није био (до 108. дана)     | није био (до 108. дана)      | није био (до 108. дана)      | није био (до 108. дана)      | није био (до 108. дана)      | није био (до 108. дана)      | није био (до 108. дана)      | није био (до 108. дана)      | није био (до 108. дана)      | није био (до 108. дана)      | није био (до 108. дана)      | није био (до 108. дана)      | такм                          | такм                         | ванредно избачен (120. дан)          | ванредно избачен (120. дан)          | ванредно избачен (120. дан)          | ванредно избачен (120. дан)          | ванредно избачен (120. дан)          | ванредно избачен (120. дан)          | ванредно избачен (120. дан)          | ванредно избачен (120. дан)          | ванредно избачен (120. дан)          | ванредно избачен (120. дан)          | ванредно избачен (120. дан)          | ванредно избачен (120. дан)   | ванредно избачен (120. дан)   | ванредно избачен (120. дан)   | ванредно избачен (120. дан)   | ванредно избачен (120. дан)   | ванредно избачен (120. дан)   | ванредно избачен (120. дан)   | ванредно избачен (120. дан)   | ванредно избачен (120. дан)   | ванредно избачен (120. дан)   | ванредно избачен (120. дан)   | ванредно избачен (120. дан)   | ванредно избачен (120. дан)   | ванредно избачен (120. дан)   | ванредно избачен (120. дан)   | ванредно избачен (120. дан)   | ванредно избачен (120. дан)   | ванредно избачен (120. дан)   |                               |                               |                             |                             |                             |                            |                            |
| Биљана                         | није била (до 94. дана)    | није била (до 94. дана)    | није била (до 94. дана)    | није била (до 94. дана)    | није била (до 94. дана)     | није била (до 94. дана)      | није била (до 94. дана)      | није била (до 94. дана)      | није била (до 94. дана)      | није била (до 94. дана)      | није била (до 94. дана)      | није била (до 94. дана)      | није била (до 94. дана)      | није била (до 94. дана)      | такм                         | такм                         | такм                          | избачена (116. дан)          | избачена (116. дан)                  | избачена (116. дан)                  | избачена (116. дан)                  | избачена (116. дан)                  | избачена (116. дан)                  | избачена (116. дан)                  | избачена (116. дан)                  | избачена (116. дан)                  | избачена (116. дан)                  | избачена (116. дан)                  | избачена (116. дан)                  | избачена (116. дан)           | избачена (116. дан)           | избачена (116. дан)           | избачена (116. дан)           | избачена (116. дан)           | избачена (116. дан)           | избачена (116. дан)           | избачена (116. дан)           | избачена (116. дан)           | избачена (116. дан)           | избачена (116. дан)           | избачена (116. дан)           | избачена (116. дан)           | избачена (116. дан)           | избачена (116. дан)           | избачена (116. дан)           | избачена (116. дан)           | избачена (116. дан)           |                               |                               |                             |                             |                             |                            |                            |
| Ервин                          | није био (до 79. дана)     | није био (до 79. дана)     | није био (до 79. дана)     | није био (до 79. дана)     | није био (до 79. дана)      | није био (до 79. дана)       | није био (до 79. дана)       | није био (до 79. дана)       | није био (до 79. дана)       | није био (до 79. дана)       | није био (до 79. дана)       | није био (до 79. дана)       | такм                         | такм                         | такм                         | такм                         | избачен (110. дан)            | избачен (110. дан)           | избачен (110. дан)                   | избачен (110. дан)                   | избачен (110. дан)                   | избачен (110. дан)                   | избачен (110. дан)                   | избачен (110. дан)                   | избачен (110. дан)                   | избачен (110. дан)                   | избачен (110. дан)                   | избачен (110. дан)                   | избачен (110. дан)                   | избачен (110. дан)            | избачен (110. дан)            | избачен (110. дан)            | избачен (110. дан)            | избачен (110. дан)            | избачен (110. дан)            | избачен (110. дан)            | избачен (110. дан)            | избачен (110. дан)            | избачен (110. дан)            | избачен (110. дан)            | избачен (110. дан)            | избачен (110. дан)            | избачен (110. дан)            | избачен (110. дан)            | избачен (110. дан)            | избачен (110. дан)            | избачен (110. дан)            |                               |                               |                             |                             |                             |                            |                            |
| Мика                           | такм                       | такм                       | такм                       | такм                       | такм                        | такм                         | такм                         | такм                         | избачен (52. — 80. дан)      | избачен (52. — 80. дан)      | избачен (52. — 80. дан)      | избачен (52. — 80. дан)      | замењен27 (80. — 87. дан)    | такм                         | избачен (94. дан)            | избачен (94. дан)            | избачен (94. дан)             | избачен (94. дан)            | избачен (94. дан)                    | избачен (94. дан)                    | избачен (94. дан)                    | избачен (94. дан)                    | избачен (94. дан)                    | избачен (94. дан)                    | избачен (94. дан)                    | избачен (94. дан)                    | избачен (94. дан)                    | избачен (94. дан)                    | избачен (94. дан)                    | избачен (94. дан)             | избачен (94. дан)             | избачен (94. дан)             | избачен (94. дан)             | избачен (94. дан)             | избачен (94. дан)             | избачен (94. дан)             | избачен (94. дан)             | избачен (94. дан)             | избачен (94. дан)             | избачен (94. дан)             | избачен (94. дан)             | избачен (94. дан)             | избачен (94. дан)             | избачен (94. дан)             | избачен (94. дан)             | избачен (94. дан)             |                               |                               |                               |                             |                             |                             |                            |                            |
| Јелена Г.                      | није била (до 56. дана)    | није била (до 56. дана)    | није била (до 56. дана)    | није била (до 56. дана)    | није била (до 56. дана)     | није била (до 56. дана)      | није била (до 56. дана)      | није била (до 56. дана)      | такм                         | такм                         | такм                         | такм                         | такм                         | такм                         | напустила28 (90. дан)        | напустила28 (90. дан)        | напустила28 (90. дан)         | напустила28 (90. дан)        | напустила28 (90. дан)                | напустила28 (90. дан)                | напустила28 (90. дан)                | напустила28 (90. дан)                | напустила28 (90. дан)                | напустила28 (90. дан)                | напустила28 (90. дан)                | напустила28 (90. дан)                | напустила28 (90. дан)                | напустила28 (90. дан)                | напустила28 (90. дан)                | напустила28 (90. дан)         | напустила28 (90. дан)         | напустила28 (90. дан)         | напустила28 (90. дан)         | напустила28 (90. дан)         | напустила28 (90. дан)         | напустила28 (90. дан)         | напустила28 (90. дан)         | напустила28 (90. дан)         | напустила28 (90. дан)         | напустила28 (90. дан)         | напустила28 (90. дан)         | напустила28 (90. дан)         | напустила28 (90. дан)         | напустила28 (90. дан)         | напустила28 (90. дан)         | напустила28 (90. дан)         | напустила28 (90. дан)         |                               |                               |                             |                             |                             |                            |                            |
| Гиба                           | такм                       | такм                       | такм                       | такм                       | такм                        | такм                         | такм                         | такм                         | такм                         | такм                         | такм                         | такм                         | замењен27 (80. — 87. дан)    | избачен (80. дан)            | избачен (80. дан)            | избачен (80. дан)            | избачен (80. дан)             | избачен (80. дан)            | избачен (80. дан)                    | избачен (80. дан)                    | избачен (80. дан)                    | избачен (80. дан)                    | избачен (80. дан)                    | избачен (80. дан)                    | избачен (80. дан)                    | избачен (80. дан)                    | избачен (80. дан)                    | избачен (80. дан)                    | избачен (80. дан)                    | избачен (80. дан)             | избачен (80. дан)             | избачен (80. дан)             | избачен (80. дан)             | избачен (80. дан)             | избачен (80. дан)             | избачен (80. дан)             | избачен (80. дан)             | избачен (80. дан)             | избачен (80. дан)             | избачен (80. дан)             | избачен (80. дан)             | избачен (80. дан)             | избачен (80. дан)             | избачен (80. дан)             | избачен (80. дан)             | избачен (80. дан)             | избачен (80. дан)             |                               |                               |                             |                             |                             |                            |                            |
| Блонди                         | није била (до 64. дана)    | није била (до 64. дана)    | није била (до 64. дана)    | није била (до 64. дана)    | није била (до 64. дана)     | није била (до 64. дана)      | није била (до 64. дана)      | није била (до 64. дана)      | није била (до 64. дана)      | такм                         | такм                         | избачена (73. дан)           | избачена (73. дан)           | избачена (73. дан)           | избачена (73. дан)           | избачена (73. дан)           | избачена (73. дан)            | избачена (73. дан)           | избачена (73. дан)                   | избачена (73. дан)                   | избачена (73. дан)                   | избачена (73. дан)                   | избачена (73. дан)                   | избачена (73. дан)                   | избачена (73. дан)                   | избачена (73. дан)                   | избачена (73. дан)                   | избачена (73. дан)                   | избачена (73. дан)                   | избачена (73. дан)            | избачена (73. дан)            | избачена (73. дан)            | избачена (73. дан)            | избачена (73. дан)            | избачена (73. дан)            | избачена (73. дан)            | избачена (73. дан)            | избачена (73. дан)            | избачена (73. дан)            | избачена (73. дан)            | избачена (73. дан)            | избачена (73. дан)            | избачена (73. дан)            | избачена (73. дан)            | избачена (73. дан)            | избачена (73. дан)            |                               |                               |                               |                             |                             |                             |                            |                            |
| Цобе                           | такм                       | такм                       | такм                       | такм                       | такм                        | такм                         | такм                         | такм                         | потрчко                      | такм                         | избачен (66. дан)            | избачен (66. дан)            | избачен (66. дан)            | избачен (66. дан)            | избачен (66. дан)            | избачен (66. дан)            | избачен (66. дан)             | избачен (66. дан)            | избачен (66. дан)                    | избачен (66. дан)                    | избачен (66. дан)                    | избачен (66. дан)                    | избачен (66. дан)                    | избачен (66. дан)                    | избачен (66. дан)                    | избачен (66. дан)                    | избачен (66. дан)                    | избачен (66. дан)                    | избачен (66. дан)                    | избачен (66. дан)             | избачен (66. дан)             | избачен (66. дан)             | избачен (66. дан)             | избачен (66. дан)             | избачен (66. дан)             | избачен (66. дан)             | избачен (66. дан)             | избачен (66. дан)             | избачен (66. дан)             | избачен (66. дан)             | избачен (66. дан)             | избачен (66. дан)             | избачен (66. дан)             | избачен (66. дан)             | избачен (66. дан)             | избачен (66. дан)             |                               |                               |                               |                             |                             |                             |                            |                            |
| Рамона                         | такм                       | такм                       | такм                       | такм                       | такм                        | такм                         | такм                         | такм                         | такм                         | такм                         | ванредно избачена (65. дан)  | ванредно избачена (65. дан)  | ванредно избачена (65. дан)  | ванредно избачена (65. дан)  | ванредно избачена (65. дан)  | ванредно избачена (65. дан)  | ванредно избачена (65. дан)   | ванредно избачена (65. дан)  | ванредно избачена (65. дан)          | ванредно избачена (65. дан)          | ванредно избачена (65. дан)          | ванредно избачена (65. дан)          | ванредно избачена (65. дан)          | ванредно избачена (65. дан)          | ванредно избачена (65. дан)          | ванредно избачена (65. дан)          | ванредно избачена (65. дан)          | ванредно избачена (65. дан)          | ванредно избачена (65. дан)          | ванредно избачена (65. дан)   | ванредно избачена (65. дан)   | ванредно избачена (65. дан)   | ванредно избачена (65. дан)   | ванредно избачена (65. дан)   | ванредно избачена (65. дан)   | ванредно избачена (65. дан)   | ванредно избачена (65. дан)   | ванредно избачена (65. дан)   | ванредно избачена (65. дан)   | ванредно избачена (65. дан)   | ванредно избачена (65. дан)   | ванредно избачена (65. дан)   | ванредно избачена (65. дан)   | ванредно избачена (65. дан)   | ванредно избачена (65. дан)   | ванредно избачена (65. дан)   | ванредно избачена (65. дан)   |                               |                               |                             |                             |                             |                            |                            |
| Немања                         | такм                       | такм                       | такм                       | такм                       | такм                        | такм                         | такм                         | вођа                         | такм                         | дисквалификован25 (62. дан)  | дисквалификован25 (62. дан)  | дисквалификован25 (62. дан)  | дисквалификован25 (62. дан)  | дисквалификован25 (62. дан)  | дисквалификован25 (62. дан)  | дисквалификован25 (62. дан)  | дисквалификован25 (62. дан)   | дисквалификован25 (62. дан)  | дисквалификован25 (62. дан)          | дисквалификован25 (62. дан)          | дисквалификован25 (62. дан)          | дисквалификован25 (62. дан)          | дисквалификован25 (62. дан)          | дисквалификован25 (62. дан)          | дисквалификован25 (62. дан)          | дисквалификован25 (62. дан)          | дисквалификован25 (62. дан)          | дисквалификован25 (62. дан)          | дисквалификован25 (62. дан)          | дисквалификован25 (62. дан)   | дисквалификован25 (62. дан)   | дисквалификован25 (62. дан)   | дисквалификован25 (62. дан)   | дисквалификован25 (62. дан)   | дисквалификован25 (62. дан)   | дисквалификован25 (62. дан)   | дисквалификован25 (62. дан)   | дисквалификован25 (62. дан)   | дисквалификован25 (62. дан)   | дисквалификован25 (62. дан)   | дисквалификован25 (62. дан)   | дисквалификован25 (62. дан)   | дисквалификован25 (62. дан)   | дисквалификован25 (62. дан)   | дисквалификован25 (62. дан)   | дисквалификован25 (62. дан)   | дисквалификован25 (62. дан)   |                               |                               |                             |                             |                             |                            |                            |
| Кети                           | није била (до 33. дана)    | није била (до 33. дана)    | није била (до 33. дана)    | није била (до 33. дана)    | није била (до 33. дана)     | такм                         | такм                         | такм                         | ванредно избачена (53. дан)  | ванредно избачена (53. дан)  | ванредно избачена (53. дан)  | ванредно избачена (53. дан)  | ванредно избачена (53. дан)  | ванредно избачена (53. дан)  | ванредно избачена (53. дан)  | ванредно избачена (53. дан)  | ванредно избачена (53. дан)   | ванредно избачена (53. дан)  | ванредно избачена (53. дан)          | ванредно избачена (53. дан)          | ванредно избачена (53. дан)          | ванредно избачена (53. дан)          | ванредно избачена (53. дан)          | ванредно избачена (53. дан)          | ванредно избачена (53. дан)          | ванредно избачена (53. дан)          | ванредно избачена (53. дан)          | ванредно избачена (53. дан)          | ванредно избачена (53. дан)          | ванредно избачена (53. дан)   | ванредно избачена (53. дан)   | ванредно избачена (53. дан)   | ванредно избачена (53. дан)   | ванредно избачена (53. дан)   | ванредно избачена (53. дан)   | ванредно избачена (53. дан)   | ванредно избачена (53. дан)   | ванредно избачена (53. дан)   | ванредно избачена (53. дан)   | ванредно избачена (53. дан)   | ванредно избачена (53. дан)   | ванредно избачена (53. дан)   | ванредно избачена (53. дан)   | ванредно избачена (53. дан)   | ванредно избачена (53. дан)   | ванредно избачена (53. дан)   | ванредно избачена (53. дан)   |                               |                               |                             |                             |                             |                            |                            |
| Јовица                         | такм                       | такм                       | потрчко                    | такм                       | такм                        | такм                         | такм                         | избачен (45. дан)            | избачен (45. дан)            | избачен (45. дан)            | избачен (45. дан)            | избачен (45. дан)            | избачен (45. дан)            | избачен (45. дан)            | избачен (45. дан)            | избачен (45. дан)            | избачен (45. дан)             | избачен (45. дан)            | избачен (45. дан)                    | избачен (45. дан)                    | избачен (45. дан)                    | избачен (45. дан)                    | избачен (45. дан)                    | избачен (45. дан)                    | избачен (45. дан)                    | избачен (45. дан)                    | избачен (45. дан)                    | избачен (45. дан)                    | избачен (45. дан)                    | избачен (45. дан)             | избачен (45. дан)             | избачен (45. дан)             | избачен (45. дан)             | избачен (45. дан)             | избачен (45. дан)             | избачен (45. дан)             | избачен (45. дан)             | избачен (45. дан)             | избачен (45. дан)             | избачен (45. дан)             | избачен (45. дан)             | избачен (45. дан)             | избачен (45. дан)             | избачен (45. дан)             | избачен (45. дан)             | избачен (45. дан)             | избачен (45. дан)             |                               |                               |                             |                             |                             |                            |                            |
| Миљана А.                      | такм                       | такм                       | потрчко                    | такм                       | такм                        | вођа                         | такм                         | ванредно избачена (44. дан)  | ванредно избачена (44. дан)  | ванредно избачена (44. дан)  | ванредно избачена (44. дан)  | ванредно избачена (44. дан)  | ванредно избачена (44. дан)  | ванредно избачена (44. дан)  | ванредно избачена (44. дан)  | ванредно избачена (44. дан)  | ванредно избачена (44. дан)   | ванредно избачена (44. дан)  | ванредно избачена (44. дан)          | ванредно избачена (44. дан)          | ванредно избачена (44. дан)          | ванредно избачена (44. дан)          | ванредно избачена (44. дан)          | ванредно избачена (44. дан)          | ванредно избачена (44. дан)          | ванредно избачена (44. дан)          | ванредно избачена (44. дан)          | ванредно избачена (44. дан)          | ванредно избачена (44. дан)          | ванредно избачена (44. дан)   | ванредно избачена (44. дан)   | ванредно избачена (44. дан)   | ванредно избачена (44. дан)   | ванредно избачена (44. дан)   | ванредно избачена (44. дан)   | ванредно избачена (44. дан)   | ванредно избачена (44. дан)   | ванредно избачена (44. дан)   | ванредно избачена (44. дан)   | ванредно избачена (44. дан)   | ванредно избачена (44. дан)   | ванредно избачена (44. дан)   | ванредно избачена (44. дан)   | ванредно избачена (44. дан)   | ванредно избачена (44. дан)   | ванредно избачена (44. дан)   | ванредно избачена (44. дан)   | ванредно избачена (44. дан)   |                               |                             |                             |                             |                            |                            |
| МС Дамиро                      | такм                       | такм                       | такм                       | такм                       | потрчко                     | такм                         | напустио21 (40. дан)         | напустио21 (40. дан)         | напустио21 (40. дан)         | напустио21 (40. дан)         | напустио21 (40. дан)         | напустио21 (40. дан)         | напустио21 (40. дан)         | напустио21 (40. дан)         | напустио21 (40. дан)         | напустио21 (40. дан)         | напустио21 (40. дан)          | напустио21 (40. дан)         | напустио21 (40. дан)                 | напустио21 (40. дан)                 | напустио21 (40. дан)                 | напустио21 (40. дан)                 | напустио21 (40. дан)                 | напустио21 (40. дан)                 | напустио21 (40. дан)                 | напустио21 (40. дан)                 | напустио21 (40. дан)                 | напустио21 (40. дан)                 | напустио21 (40. дан)                 | напустио21 (40. дан)          | напустио21 (40. дан)          | напустио21 (40. дан)          | напустио21 (40. дан)          | напустио21 (40. дан)          | напустио21 (40. дан)          | напустио21 (40. дан)          | напустио21 (40. дан)          | напустио21 (40. дан)          | напустио21 (40. дан)          | напустио21 (40. дан)          | напустио21 (40. дан)          | напустио21 (40. дан)          | напустио21 (40. дан)          | напустио21 (40. дан)          | напустио21 (40. дан)          | напустио21 (40. дан)          | напустио21 (40. дан)          | напустио21 (40. дан)          |                               |                             |                             |                             |                            |                            |
| Марија Ј.                      | такм                       | такм                       | такм                       | такм                       | такм                        | такм                         | избачена (38. дан)           | избачена (38. дан)           | избачена (38. дан)           | избачена (38. дан)           | избачена (38. дан)           | избачена (38. дан)           | избачена (38. дан)           | избачена (38. дан)           | избачена (38. дан)           | избачена (38. дан)           | избачена (38. дан)            | избачена (38. дан)           | избачена (38. дан)                   | избачена (38. дан)                   | избачена (38. дан)                   | избачена (38. дан)                   | избачена (38. дан)                   | избачена (38. дан)                   | избачена (38. дан)                   | избачена (38. дан)                   | избачена (38. дан)                   | избачена (38. дан)                   | избачена (38. дан)                   | избачена (38. дан)            | избачена (38. дан)            | избачена (38. дан)            | избачена (38. дан)            | избачена (38. дан)            | избачена (38. дан)            | избачена (38. дан)            | избачена (38. дан)            | избачена (38. дан)            | избачена (38. дан)            | избачена (38. дан)            | избачена (38. дан)            | избачена (38. дан)            | избачена (38. дан)            | избачена (38. дан)            | избачена (38. дан)            | избачена (38. дан)            | избачена (38. дан)            | избачена (38. дан)            | избачена (38. дан)            |                             |                             |                             |                            |                            |
| Никола                         | такм                       | такм                       | такм                       | такм                       | такм                        | такм                         | ванредно избачен (36. дан)   | ванредно избачен (36. дан)   | ванредно избачен (36. дан)   | ванредно избачен (36. дан)   | ванредно избачен (36. дан)   | ванредно избачен (36. дан)   | ванредно избачен (36. дан)   | ванредно избачен (36. дан)   | ванредно избачен (36. дан)   | ванредно избачен (36. дан)   | ванредно избачен (36. дан)    | ванредно избачен (36. дан)   | ванредно избачен (36. дан)           | ванредно избачен (36. дан)           | ванредно избачен (36. дан)           | ванредно избачен (36. дан)           | ванредно избачен (36. дан)           | ванредно избачен (36. дан)           | ванредно избачен (36. дан)           | ванредно избачен (36. дан)           | ванредно избачен (36. дан)           | ванредно избачен (36. дан)           | ванредно избачен (36. дан)           | ванредно избачен (36. дан)    | ванредно избачен (36. дан)    | ванредно избачен (36. дан)    | ванредно избачен (36. дан)    | ванредно избачен (36. дан)    | ванредно избачен (36. дан)    | ванредно избачен (36. дан)    | ванредно избачен (36. дан)    | ванредно избачен (36. дан)    | ванредно избачен (36. дан)    | ванредно избачен (36. дан)    | ванредно избачен (36. дан)    | ванредно избачен (36. дан)    | ванредно избачен (36. дан)    | ванредно избачен (36. дан)    | ванредно избачен (36. дан)    | ванредно избачен (36. дан)    | ванредно избачен (36. дан)    | ванредно избачен (36. дан)    | ванредно избачен (36. дан)    | ванредно избачен (36. дан)  |                             |                             |                            |                            |
| Дарија                         | потрчко                    | такм                       | такм                       | такм                       | такм                        | омиљена особа                | ванредно избачена (36. дан)  | ванредно избачена (36. дан)  | ванредно избачена (36. дан)  | ванредно избачена (36. дан)  | ванредно избачена (36. дан)  | ванредно избачена (36. дан)  | ванредно избачена (36. дан)  | ванредно избачена (36. дан)  | ванредно избачена (36. дан)  | ванредно избачена (36. дан)  | ванредно избачена (36. дан)   | ванредно избачена (36. дан)  | ванредно избачена (36. дан)          | ванредно избачена (36. дан)          | ванредно избачена (36. дан)          | ванредно избачена (36. дан)          | ванредно избачена (36. дан)          | ванредно избачена (36. дан)          | ванредно избачена (36. дан)          | ванредно избачена (36. дан)          | ванредно избачена (36. дан)          | ванредно избачена (36. дан)          | ванредно избачена (36. дан)          | ванредно избачена (36. дан)   | ванредно избачена (36. дан)   | ванредно избачена (36. дан)   | ванредно избачена (36. дан)   | ванредно избачена (36. дан)   | ванредно избачена (36. дан)   | ванредно избачена (36. дан)   | ванредно избачена (36. дан)   | ванредно избачена (36. дан)   | ванредно избачена (36. дан)   | ванредно избачена (36. дан)   | ванредно избачена (36. дан)   | ванредно избачена (36. дан)   | ванредно избачена (36. дан)   | ванредно избачена (36. дан)   | ванредно избачена (36. дан)   | ванредно избачена (36. дан)   | ванредно избачена (36. дан)   | ванредно избачена (36. дан)   | ванредно избачена (36. дан)   | ванредно избачена (36. дан) | ванредно избачена (36. дан) |                             |                            |                            |
| Невена А.                      | такм                       | такм                       | такм                       | такм                       | такм                        | избачена (31. дан)           | избачена (31. дан)           | избачена (31. дан)           | избачена (31. дан)           | избачена (31. дан)           | избачена (31. дан)           | избачена (31. дан)           | избачена (31. дан)           | избачена (31. дан)           | избачена (31. дан)           | избачена (31. дан)           | избачена (31. дан)            | избачена (31. дан)           | избачена (31. дан)                   | избачена (31. дан)                   | избачена (31. дан)                   | избачена (31. дан)                   | избачена (31. дан)                   | избачена (31. дан)                   | избачена (31. дан)                   | избачена (31. дан)                   | избачена (31. дан)                   | избачена (31. дан)                   | избачена (31. дан)                   | избачена (31. дан)            | избачена (31. дан)            | избачена (31. дан)            | избачена (31. дан)            | избачена (31. дан)            | избачена (31. дан)            | избачена (31. дан)            | избачена (31. дан)            | избачена (31. дан)            | избачена (31. дан)            | избачена (31. дан)            | избачена (31. дан)            | избачена (31. дан)            | избачена (31. дан)            | избачена (31. дан)            | избачена (31. дан)            | избачена (31. дан)            | избачена (31. дан)            | избачена (31. дан)            | избачена (31. дан)            | избачена (31. дан)          | избачена (31. дан)          |                             |                            |                            |
| Владимир                       | такм                       | такм                       | такм                       | вођа                       | такм                        | дисквалификован18 (29. дан)  | дисквалификован18 (29. дан)  | дисквалификован18 (29. дан)  | дисквалификован18 (29. дан)  | дисквалификован18 (29. дан)  | дисквалификован18 (29. дан)  | дисквалификован18 (29. дан)  | дисквалификован18 (29. дан)  | дисквалификован18 (29. дан)  | дисквалификован18 (29. дан)  | дисквалификован18 (29. дан)  | дисквалификован18 (29. дан)   | дисквалификован18 (29. дан)  | дисквалификован18 (29. дан)          | дисквалификован18 (29. дан)          | дисквалификован18 (29. дан)          | дисквалификован18 (29. дан)          | дисквалификован18 (29. дан)          | дисквалификован18 (29. дан)          | дисквалификован18 (29. дан)          | дисквалификован18 (29. дан)          | дисквалификован18 (29. дан)          | дисквалификован18 (29. дан)          | дисквалификован18 (29. дан)          | дисквалификован18 (29. дан)   | дисквалификован18 (29. дан)   | дисквалификован18 (29. дан)   | дисквалификован18 (29. дан)   | дисквалификован18 (29. дан)   | дисквалификован18 (29. дан)   | дисквалификован18 (29. дан)   | дисквалификован18 (29. дан)   | дисквалификован18 (29. дан)   | дисквалификован18 (29. дан)   | дисквалификован18 (29. дан)   | дисквалификован18 (29. дан)   | дисквалификован18 (29. дан)   | дисквалификован18 (29. дан)   | дисквалификован18 (29. дан)   | дисквалификован18 (29. дан)   | дисквалификован18 (29. дан)   | дисквалификован18 (29. дан)   | дисквалификован18 (29. дан)   | дисквалификован18 (29. дан)   | дисквалификован18 (29. дан) | дисквалификован18 (29. дан) | дисквалификован18 (29. дан) |                            |                            |
| Бојан                          | такм                       | такм                       | вођа                       | такм                       | дисквалификован17 (26. дан) | дисквалификован17 (26. дан)  | дисквалификован17 (26. дан)  | дисквалификован17 (26. дан)  | дисквалификован17 (26. дан)  | дисквалификован17 (26. дан)  | дисквалификован17 (26. дан)  | дисквалификован17 (26. дан)  | дисквалификован17 (26. дан)  | дисквалификован17 (26. дан)  | дисквалификован17 (26. дан)  | дисквалификован17 (26. дан)  | дисквалификован17 (26. дан)   | дисквалификован17 (26. дан)  | дисквалификован17 (26. дан)          | дисквалификован17 (26. дан)          | дисквалификован17 (26. дан)          | дисквалификован17 (26. дан)          | дисквалификован17 (26. дан)          | дисквалификован17 (26. дан)          | дисквалификован17 (26. дан)          | дисквалификован17 (26. дан)          | дисквалификован17 (26. дан)          | дисквалификован17 (26. дан)          | дисквалификован17 (26. дан)          | дисквалификован17 (26. дан)   | дисквалификован17 (26. дан)   | дисквалификован17 (26. дан)   | дисквалификован17 (26. дан)   | дисквалификован17 (26. дан)   | дисквалификован17 (26. дан)   | дисквалификован17 (26. дан)   | дисквалификован17 (26. дан)   | дисквалификован17 (26. дан)   | дисквалификован17 (26. дан)   | дисквалификован17 (26. дан)   | дисквалификован17 (26. дан)   | дисквалификован17 (26. дан)   | дисквалификован17 (26. дан)   | дисквалификован17 (26. дан)   | дисквалификован17 (26. дан)   | дисквалификован17 (26. дан)   | дисквалификован17 (26. дан)   | дисквалификован17 (26. дан)   | дисквалификован17 (26. дан)   | дисквалификован17 (26. дан) | дисквалификован17 (26. дан) | дисквалификован17 (26. дан) |                            |                            |
| Раде                           | такм                       | такм                       | такм                       | такм                       | избачен (24. дан)           | избачен (24. дан)            | избачен (24. дан)            | избачен (24. дан)            | избачен (24. дан)            | избачен (24. дан)            | избачен (24. дан)            | избачен (24. дан)            | избачен (24. дан)            | избачен (24. дан)            | избачен (24. дан)            | избачен (24. дан)            | избачен (24. дан)             | избачен (24. дан)            | избачен (24. дан)                    | избачен (24. дан)                    | избачен (24. дан)                    | избачен (24. дан)                    | избачен (24. дан)                    | избачен (24. дан)                    | избачен (24. дан)                    | избачен (24. дан)                    | избачен (24. дан)                    | избачен (24. дан)                    | избачен (24. дан)                    | избачен (24. дан)             | избачен (24. дан)             | избачен (24. дан)             | избачен (24. дан)             | избачен (24. дан)             | избачен (24. дан)             | избачен (24. дан)             | избачен (24. дан)             | избачен (24. дан)             | избачен (24. дан)             | избачен (24. дан)             | избачен (24. дан)             | избачен (24. дан)             | избачен (24. дан)             | избачен (24. дан)             | избачен (24. дан)             | избачен (24. дан)             | избачен (24. дан)             | избачен (24. дан)             | избачен (24. дан)             | избачен (24. дан)           | избачен (24. дан)           | избачен (24. дан)           | избачен (24. дан)          |                            |
| Мирко                          | такм                       | потрчко                    | такм                       | напустио16 (19. дан)       | напустио16 (19. дан)        | напустио16 (19. дан)         | напустио16 (19. дан)         | напустио16 (19. дан)         | напустио16 (19. дан)         | напустио16 (19. дан)         | напустио16 (19. дан)         | напустио16 (19. дан)         | напустио16 (19. дан)         | напустио16 (19. дан)         | напустио16 (19. дан)         | напустио16 (19. дан)         | напустио16 (19. дан)          | напустио16 (19. дан)         | напустио16 (19. дан)                 | напустио16 (19. дан)                 | напустио16 (19. дан)                 | напустио16 (19. дан)                 | напустио16 (19. дан)                 | напустио16 (19. дан)                 | напустио16 (19. дан)                 | напустио16 (19. дан)                 | напустио16 (19. дан)                 | напустио16 (19. дан)                 | напустио16 (19. дан)                 | напустио16 (19. дан)          | напустио16 (19. дан)          | напустио16 (19. дан)          | напустио16 (19. дан)          | напустио16 (19. дан)          | напустио16 (19. дан)          | напустио16 (19. дан)          | напустио16 (19. дан)          | напустио16 (19. дан)          | напустио16 (19. дан)          | напустио16 (19. дан)          | напустио16 (19. дан)          | напустио16 (19. дан)          | напустио16 (19. дан)          | напустио16 (19. дан)          | напустио16 (19. дан)          | напустио16 (19. дан)          | напустио16 (19. дан)          | напустио16 (19. дан)          | напустио16 (19. дан)          | напустио16 (19. дан)        | напустио16 (19. дан)        | напустио16 (19. дан)        | напустио16 (19. дан)       |                            |
| Ђуро                           | такм                       | такм                       | такм                       | избачен (17. дан)          | избачен (17. дан)           | избачен (17. дан)            | избачен (17. дан)            | избачен (17. дан)            | избачен (17. дан)            | избачен (17. дан)            | избачен (17. дан)            | избачен (17. дан)            | избачен (17. дан)            | избачен (17. дан)            | избачен (17. дан)            | избачен (17. дан)            | избачен (17. дан)             | избачен (17. дан)            | избачен (17. дан)                    | избачен (17. дан)                    | избачен (17. дан)                    | избачен (17. дан)                    | избачен (17. дан)                    | избачен (17. дан)                    | избачен (17. дан)                    | избачен (17. дан)                    | избачен (17. дан)                    | избачен (17. дан)                    | избачен (17. дан)                    | избачен (17. дан)             | избачен (17. дан)             | избачен (17. дан)             | избачен (17. дан)             | избачен (17. дан)             | избачен (17. дан)             | избачен (17. дан)             | избачен (17. дан)             | избачен (17. дан)             | избачен (17. дан)             | избачен (17. дан)             | избачен (17. дан)             | избачен (17. дан)             | избачен (17. дан)             | избачен (17. дан)             | избачен (17. дан)             | избачен (17. дан)             | избачен (17. дан)             | избачен (17. дан)             | избачен (17. дан)             | избачен (17. дан)           | избачен (17. дан)           | избачен (17. дан)           | избачен (17. дан)          | избачен (17. дан)          |
| Деан                           | такм                       | такм                       | избачен (10. дан)          | избачен (10. дан)          | избачен (10. дан)           | избачен (10. дан)            | избачен (10. дан)            | избачен (10. дан)            | избачен (10. дан)            | избачен (10. дан)            | избачен (10. дан)            | избачен (10. дан)            | избачен (10. дан)            | избачен (10. дан)            | избачен (10. дан)            | избачен (10. дан)            | избачен (10. дан)             | избачен (10. дан)            | избачен (10. дан)                    | избачен (10. дан)                    | избачен (10. дан)                    | избачен (10. дан)                    | избачен (10. дан)                    | избачен (10. дан)                    | избачен (10. дан)                    | избачен (10. дан)                    | избачен (10. дан)                    | избачен (10. дан)                    | избачен (10. дан)                    | избачен (10. дан)             | избачен (10. дан)             | избачен (10. дан)             | избачен (10. дан)             | избачен (10. дан)             | избачен (10. дан)             | избачен (10. дан)             | избачен (10. дан)             | избачен (10. дан)             | избачен (10. дан)             | избачен (10. дан)             | избачен (10. дан)             | избачен (10. дан)             | избачен (10. дан)             | избачен (10. дан)             | избачен (10. дан)             | избачен (10. дан)             | избачен (10. дан)             | избачен (10. дан)             | избачен (10. дан)             | избачен (10. дан)           | избачен (10. дан)           | избачен (10. дан)           | избачен (10. дан)          | избачен (10. дан)          |
| Мирела                         | такм                       | ванредно избачена (4. дан) | ванредно избачена (4. дан) | ванредно избачена (4. дан) | ванредно избачена (4. дан)  | ванредно избачена (4. дан)   | ванредно избачена (4. дан)   | ванредно избачена (4. дан)   | ванредно избачена (4. дан)   | ванредно избачена (4. дан)   | ванредно избачена (4. дан)   | ванредно избачена (4. дан)   | ванредно избачена (4. дан)   | ванредно избачена (4. дан)   | ванредно избачена (4. дан)   | ванредно избачена (4. дан)   | ванредно избачена (4. дан)    | ванредно избачена (4. дан)   | ванредно избачена (4. дан)           | ванредно избачена (4. дан)           | ванредно избачена (4. дан)           | ванредно избачена (4. дан)           | ванредно избачена (4. дан)           | ванредно избачена (4. дан)           | ванредно избачена (4. дан)           | ванредно избачена (4. дан)           | ванредно избачена (4. дан)           | ванредно избачена (4. дан)           | ванредно избачена (4. дан)           | ванредно избачена (4. дан)    | ванредно избачена (4. дан)    | ванредно избачена (4. дан)    | ванредно избачена (4. дан)    | ванредно избачена (4. дан)    | ванредно избачена (4. дан)    | ванредно избачена (4. дан)    | ванредно избачена (4. дан)    | ванредно избачена (4. дан)    | ванредно избачена (4. дан)    | ванредно избачена (4. дан)    | ванредно избачена (4. дан)    | ванредно избачена (4. дан)    | ванредно избачена (4. дан)    | ванредно избачена (4. дан)    | ванредно избачена (4. дан)    | ванредно избачена (4. дан)    | ванредно избачена (4. дан)    | ванредно избачена (4. дан)    | ванредно избачена (4. дан)    | ванредно избачена (4. дан)  | ванредно избачена (4. дан)  | ванредно избачена (4. дан)  | ванредно избачена (4. дан) | ванредно избачена (4. дан) |
| Коле                           | такм                       | ванредно избачен (4. дан)  | ванредно избачен (4. дан)  | ванредно избачен (4. дан)  | ванредно избачен (4. дан)   | ванредно избачен (4. дан)    | ванредно избачен (4. дан)    | ванредно избачен (4. дан)    | ванредно избачен (4. дан)    | ванредно избачен (4. дан)    | ванредно избачен (4. дан)    | ванредно избачен (4. дан)    | ванредно избачен (4. дан)    | ванредно избачен (4. дан)    | ванредно избачен (4. дан)    | ванредно избачен (4. дан)    | ванредно избачен (4. дан)     | ванредно избачен (4. дан)    | ванредно избачен (4. дан)            | ванредно избачен (4. дан)            | ванредно избачен (4. дан)            | ванредно избачен (4. дан)            | ванредно избачен (4. дан)            | ванредно избачен (4. дан)            | ванредно избачен (4. дан)            | ванредно избачен (4. дан)            | ванредно избачен (4. дан)            | ванредно избачен (4. дан)            | ванредно избачен (4. дан)            | ванредно избачен (4. дан)     | ванредно избачен (4. дан)     | ванредно избачен (4. дан)     | ванредно избачен (4. дан)     | ванредно избачен (4. дан)     | ванредно избачен (4. дан)     | ванредно избачен (4. дан)     | ванредно избачен (4. дан)     | ванредно избачен (4. дан)     | ванредно избачен (4. дан)     | ванредно избачен (4. дан)     | ванредно избачен (4. дан)     | ванредно избачен (4. дан)     | ванредно избачен (4. дан)     | ванредно избачен (4. дан)     | ванредно избачен (4. дан)     | ванредно избачен (4. дан)     | ванредно избачен (4. дан)     | ванредно избачен (4. дан)     | ванредно избачен (4. дан)     | ванредно избачен (4. дан)   | ванредно избачен (4. дан)   | ванредно избачен (4. дан)   | ванредно избачен (4. дан)  | ванредно избачен (4. дан)  |
| Стефан                         | такм                       | избачен (3. дан)           | избачен (3. дан)           | избачен (3. дан)           | избачен (3. дан)            | избачен (3. дан)             | избачен (3. дан)             | избачен (3. дан)             | избачен (3. дан)             | избачен (3. дан)             | избачен (3. дан)             | избачен (3. дан)             | избачен (3. дан)             | избачен (3. дан)             | избачен (3. дан)             | избачен (3. дан)             | избачен (3. дан)              | избачен (3. дан)             | избачен (3. дан)                     | избачен (3. дан)                     | избачен (3. дан)                     | избачен (3. дан)                     | избачен (3. дан)                     | избачен (3. дан)                     | избачен (3. дан)                     | избачен (3. дан)                     | избачен (3. дан)                     | избачен (3. дан)                     | избачен (3. дан)                     | избачен (3. дан)              | избачен (3. дан)              | избачен (3. дан)              | избачен (3. дан)              | избачен (3. дан)              | избачен (3. дан)              | избачен (3. дан)              | избачен (3. дан)              | избачен (3. дан)              | избачен (3. дан)              | избачен (3. дан)              | избачен (3. дан)              | избачен (3. дан)              | избачен (3. дан)              | избачен (3. дан)              | избачен (3. дан)              | избачен (3. дан)              | избачен (3. дан)              | избачен (3. дан)              | избачен (3. дан)              | избачен (3. дан)            | избачен (3. дан)            | избачен (3. дан)            | избачен (3. дан)           | избачен (3. дан)           |
| Марко Ц.                       | дисквалификован15 (улазак) | дисквалификован15 (улазак) | дисквалификован15 (улазак) | дисквалификован15 (улазак) | дисквалификован15 (улазак)  | дисквалификован15 (улазак)   | дисквалификован15 (улазак)   | дисквалификован15 (улазак)   | дисквалификован15 (улазак)   | дисквалификован15 (улазак)   | дисквалификован15 (улазак)   | дисквалификован15 (улазак)   | дисквалификован15 (улазак)   | дисквалификован15 (улазак)   | дисквалификован15 (улазак)   | дисквалификован15 (улазак)   | дисквалификован15 (улазак)    | дисквалификован15 (улазак)   | дисквалификован15 (улазак)           | дисквалификован15 (улазак)           | дисквалификован15 (улазак)           | дисквалификован15 (улазак)           | дисквалификован15 (улазак)           | дисквалификован15 (улазак)           | дисквалификован15 (улазак)           | дисквалификован15 (улазак)           | дисквалификован15 (улазак)           | дисквалификован15 (улазак)           | дисквалификован15 (улазак)           | дисквалификован15 (улазак)    | дисквалификован15 (улазак)    | дисквалификован15 (улазак)    | дисквалификован15 (улазак)    | дисквалификован15 (улазак)    | дисквалификован15 (улазак)    | дисквалификован15 (улазак)    | дисквалификован15 (улазак)    | дисквалификован15 (улазак)    | дисквалификован15 (улазак)    | дисквалификован15 (улазак)    | дисквалификован15 (улазак)    | дисквалификован15 (улазак)    | дисквалификован15 (улазак)    | дисквалификован15 (улазак)    | дисквалификован15 (улазак)    | дисквалификован15 (улазак)    | дисквалификован15 (улазак)    | дисквалификован15 (улазак)    | дисквалификован15 (улазак)    | дисквалификован15 (улазак)  | дисквалификован15 (улазак)  | дисквалификован15 (улазак)  | дисквалификован15 (улазак) | дисквалификован15 (улазак) |
|                                |                            |                            |                            |                            |                             |                              |                              |                              |                              |                              |                              |                              |                              |                              |                              |                              |                               |                              |                                      |                                      |                                      |                                      |                                      |                                      |                                      |                                      |                                      |                                      |                                      |                               |                               |                               |                               |                               |                               |                               |                               |                               |                               |                               |                               |                               |                               |                               |                               |                               |                               |                               |                               |                             |                             |                             |                            |                            |
| Први номиновани (од укућана):  | Дарија                     | Мирко                      | Јовица                     | Марија К.                  | МС Дамиро                   | Бане                         | Мики                         | Миљана К.                    | Маријана                     | Давид                        | Александра                   | Драгана                      | Зола                         | Карађорђе                    | Брендон                      | Бане                         | Павле                         | Доротеа                      | Карађорђе                            | Давид                                | Зола                                 | Снежана                              | Ша                                   | Маријана                             | Доротеа                              | Владимир Т.                          | Милан                                | /                                    | Драгана Брендон                      | Павле                         | Давид                         | Станија                       | Маријана                      | /                             | Маја                          | Тома                          | Марија                        | Давид                         | Александра                    | Марко М.                      | Александра                    | Станија                       | Брендон                       |                               |                               |                               |                               |                               |                               |                             |                             |                             |                            |                            |
| Други номиновани (од публике): | Стефан                     | Деан                       | Ђуро                       | Наташа Раде                | Невена А.                   | Марија Ј.                    | Јовица                       | Мика                         | Марко С.                     | Цобе                         | Блонди                       | Гиба                         | Елеонора                     | Мика Петрући                 | Владимир Т.                  | Ервин                        | Биљана                        | Владимир Т.                  | Петар                                | Наташа                               | Оља                                  | Вишња                                | Марко М.                             | Адам                                 | Вишња                                | Павле                                | Лазар                                | /                                    | Владимир Т.                          | Рада                          | Марко С.                      | Елвира                        | Милан                         | /                             | Снежана                       | Ша                            | Драгана                       | Ребека                        | Павле                         | Зола                          | Петрући                       | Злата                         | Доротеа                       |                               |                               |                               |                               |                               |                               |                             |                             |                             |                            |                            |
| Остали номиновани (по казни):  | /                          | /                          | /                          | /                          | Сузана19                    | /                            | /                            | /                            | Лазар24                      | /                            | /                            | /                            | /                            | /                            | /                            | /                            | /                             | /                            | /                                    | /                                    | Бане Зерина33                        | /                                    | /                                    | /                                    | /                                    | Зерина35                             | Миљана К.36                          | /                                    | Мики                                 | /                             | /                             | /                             | /                             | /                             | /                             | Брендон                       | /                             | /                             | /                             | /                             | /                             | /                             | /                             |                               |                               |                               |                               |                               |                               |                             |                             |                             |                            |                            |
| Победник у игри:               | Стефан                     | Мирко                      | Ђуро                       | /                          | Невена А.                   | Бане                         | Мики                         | Мика                         | Лазар                        | /                            | Александра                   | /                            | Елеонора                     | Мика                         | Владимир Т.                  | Бане                         | Павле                         | Владимир Т.                  | Петар                                | Давид                                | Бане                                 | Снежана                              | Марко М.                             | /                                    | Доротеа                              | Павле                                | /                                    | /                                    | Драгана                              | Рада                          | Марко С.                      | Станија                       | Милан                         | /                             | Маја                          | Тома                          | /                             | Ребека                        | Александра                    | Марко М.                      | Александра                    | Станија                       | Брендон                       |                               |                               |                               |                               |                               |                               |                             |                             |                             |                            |                            |
| Избачени                       | Стефан Ашанин 46%          | Деан 10%                   | Ђуро 42%                   | Раде 20%                   | Невена А. 14%               | Марија Ј. 22%                | Јовица 1%                    | Мика 31%                     | Марко С. 11%                 | Цобе 18%                     | Блонди 14%                   | /                            | Елеонора 36%                 | Мика 22%                     | Владимир Т. 49% 30           | Ервин 39%                    | Биљана 32%                    | Владимир Т. 46%              | Петар 42%                            | Наташа 8%                            | Оља 13%                              | Вишња 19%                            | Марко М. 41%                         | Адам 48%                             | Вишња 11%                            | Зерина 31%                           | Лазар 15% 37                         | /                                    | Владимир Т. 1%                       | Рада 35%                      | Марко С. 41%                  | Елвира 2%                     | Милан 40%                     | /                             | Снежана 13%                   | Ша 24%                        | Драгана 21%                   | Ребека 49%                    | Павле 4%                      | Зола 19%                      | Петрући 8%                    | Злата 3%                      | Доротеа 31%                   |                               |                               |                               |                               |                               |                               |                             |                             |                             |                            |                            |

Фусноте:
1. ^15  Марко Цветићанин је дисквалификован због физичког напада на Мирка Гаврића.
2. ^16  Мирко Гаврић је самоиницијативно напустио такмичење, чиме је у обавези да плати казну од 50.000€ због кршења уговора.
3. ^17  Бојан Гаћеша је дисквалификован након непримерене шале на рачун Милице Ракић, жртве бомбардовања 1999. године.
4. ^18  Владимир Томовић је дисквалификован након физичког напада на Александру Суботић.
5. ^19  Сузана Перовић је кажњена двонедељним хонораром и директном номинацијом услед агресивног понашања према Дамиру.
6. ^20  Станија Добројевић је напустила такмичење због здравствених разлога 34. дана. Вратила се 151. дана.
7. ^21  MC Дамиро је самоиницијативно напустио такмичење, чиме је у обавези да плати казну од 50.000€ због кршења уговора, као и казну од 50.000€ из прве сезоне.
8. ^22  Ђексон је ушао у Задругу током журке на којој је наступао, међутим одлучио је да остане као гост.
9. ^23  Надежда Биљић је због тешког психичког стања самоиницијативно напустила такмичење, чиме је у обавези да плати казну од 50.000€ због кршења уговора, као и казну од 50.000€ из прве сезоне. Надежда се вратила у Задругу 179. дана.
10. ^24  Лазар Јеремић је кажњен месечним хонораром и директном номинацијом због вређања Боре Сантане на националној основи.
11. ^25  Немања Тошић је дисквалификован због агресивног понашања и физичког напада на Брендона.
12. ^26  Карађорђе Суботић и Ивана Врбашки су ушли у Задругу у оквиру своје веридбе.
13. ^27  У оквиру тајног задатка, близанци Мика и Гиба су заменили места у Задрузи. Уколико успешно обаве тајни задатак, поново ће моћи да уђу као равноправни такмичари.
14. ^28  Јелена Голубовић је самоиницијативно напустила такмичење, чиме је у обавези да плати казну од 50.000€ због кршења уговора.
15. ^29  Марија Кулић је самоиницијативно напустила такмичење због породичних проблема 91. дана. Вратила се 130. дана.
16. ^30  Владимир Т. је након избацивања враћен у Задругу због предстојеће Задруговизије.
17. ^31  Љуба Пантовић је напустила Задругу због операције, а након 4 дана се вратила.
18. ^32  Александра Суботић је дисквалификована због физичког напада на Мину Врбашки, чиме је у обавези да плати казну од 50.000€ због кршења уговора. Александра се вратила у Задругу 199. дана.
19. ^33  Зерина Хећо и Бане Чолак су кажњени месечним хонораром и директном номинацијом због лажних оптужби и помињања продукције, као и због окретања камера.
20. ^34  Након организованог баража у Задругу су се вратили Владимир Тодоровић, Марко Столић и Вишња Петровић.
21. ^35  Зерина Хећо је кажњена директном номинацијом због непримереног и недоличног понашања.
22. ^36  Миљана Кулић је кажњена двонедељним хонораром и директном номинацијом.
23. ^37  Лазар Јеремић је након избацивања враћен у Задругу са тајним задатком. Како би се вратио у такмичење, мора да 3 дана борави скривен у Задрузи.
24. ^38  Миљана Кулић и Лазар Чолић Зола су самоиницијативно напустили Задругу, и због тога морају да плате 50.000€ због кршења уговора.
25. ^39  Јелена Крунић је дисквалификована због физичког напада на Мају Марковић.
26. ^40  Карађорђе Суботић је самоиницијативно напустио такмичење, чиме је у обавези да плати казну од 50.000€ због кршења уговора.
27. ^41  Миљана Кулић је дисквалификована због физичког напада на Јовану Томић, а Марија Кулић је затим самоиницијативно напустила такмичење.
28. ^42  Мики Ђуричић је дисквалификован због физичког напада на Надежду Биљић и Сузану Перовић.